# Blienschwiller
Blienschwiller [blinʃvilɛʁ]  est une commune française située dans la circonscription administrative du Bas-Rhin et, depuis le 1er janvier 2021, dans le territoire de la Collectivité européenne d'Alsace, en région Grand Est.
Cette commune se trouve dans la région historique et culturelle d'Alsace et fait partie de la communauté de communes Barr-Bernstein, créée en 2013 par la fusion de la communauté de communes du Piémont de Barr et de celle du Bernstein et de l'Ungersberg.

## Géographie
Blienschwiller est un petit village viticole du Piémont des Vosges alsacien. Il est situé sur la route des vins d'Alsace, à mi-chemin entre Strasbourg et Colmar, à dix kilomètres de Sélestat.
C'est un village-tas groupé autour de la placette de la Fontaine et des bâtiments communs. L'église domine le village au sud sur un petit épaulement.
Le bâti est resté très stable. Il comprend notamment une belle série de maisons à colombages du XVIIIe siècle. En 1911, un quartier a brûlé au centre du village sans être jamais reconstruit.
Aujourd'hui, le village s'est étendu de quelques maisons à l'ouest, rue du Bernstein, et d'un lotissement à l'est, les Muhrmatten.

### Situation
| Reichsfeld        | Nothalten        | Epfig                  |
| Hohwarth          | Blienschwiller   | Kogenheim              |
| Saint-Pierre-Bois | Dambach-la-Ville | Ebersmunster Ebersheim |

Blienschwiller est située au cœur d’un triangle, à dix kilomètres de Barr (son chef-lieu de canton), Sélestat (sous-préfecture) et Villé (vers les Vosges à l’ouest). Le village est aussi à mi-chemin entre Strasbourg et Colmar, les deux préfectures du Bas-Rhin et du Haut-Rhin. A l’ouest, un petit col permet d’accéder à la vallée de Villé. Le vallon du Blienschbach débouche sur le village qui se trouve à l’ombre de l’Ungersberg (sommet gréseux des Vosges moyennes qui culmine à 901 mètres) et s’appuie, au nord, sur le Winzenberg, une colline granitique. Au sud se trouve Dambach-la-Ville et le massif du Bernstein et à l’est Epfig, deux bourgs plus importants.

### Accès et transports
Blienschwiller se trouve à un ancien carrefour : celui de la RD (route départementale) 35, la route des vins d'Alsace, et de la RD 203. La première suit peu ou prou l’ancienne voie romaine du Piémont des Vosges. La deuxième est une voie d’accès secondaire à la vallée de Villé par le Blienschbachthal. Blienschwiller n’a pas de gare. La plus proche est à Dambach-la-Ville, sur la ligne Strasbourg - Molsheim - Sélestat. Le village est desservi six jours sur sept par la ligne 501 du Réseau 67 du département du Bas-Rhin qui permet de se rendre jusqu’à Sélestat. Trois aéroports ne sont pas trop éloignés du village : l'aéroport de Strasbourg Entzheim (30 kilomètres au nord), l'aéroport de Lahr-Forêt-Noire (à 70 kilomètres, dans le Bade-Wurtemberg) et l’aéroport international de Bâle-Mulhouse-Fribourg (90 kilomètres au sud). Par ailleurs, la véloroute du vignoble d'Alsace (EuroVelo 5) traverse le village.

### Géologie
Le Piémont des Vosges est situé sur une série de micro-failles en marge du fossé d'effondrement du bassin rhénan. A Blienschwiller, la roche dominante des collines sous-vosgiennes est un granite à deux micas - celui qu'on retrouve pour le grand cru Winzenberg. Il s'agit d'un terroir granitique avec une excellente exposition sud-sud-est (cépage de référence : le riesling mais on trouve aussi de très beaux gewurztraminers et pinots gris). En contrebas, on retrouve principalement des colluvions issues des arènes granitiques. Le ban de la commune fait 307 hectares, plus d'un tiers est couvert de vignes qui produisent des vins AOC. Blienschwiller bénéficie notamment d'une appellation communale pour le sylvaner.
Le territoire communal a connu une exploitation de houille au XIXe siècle.

### Lieux-dits

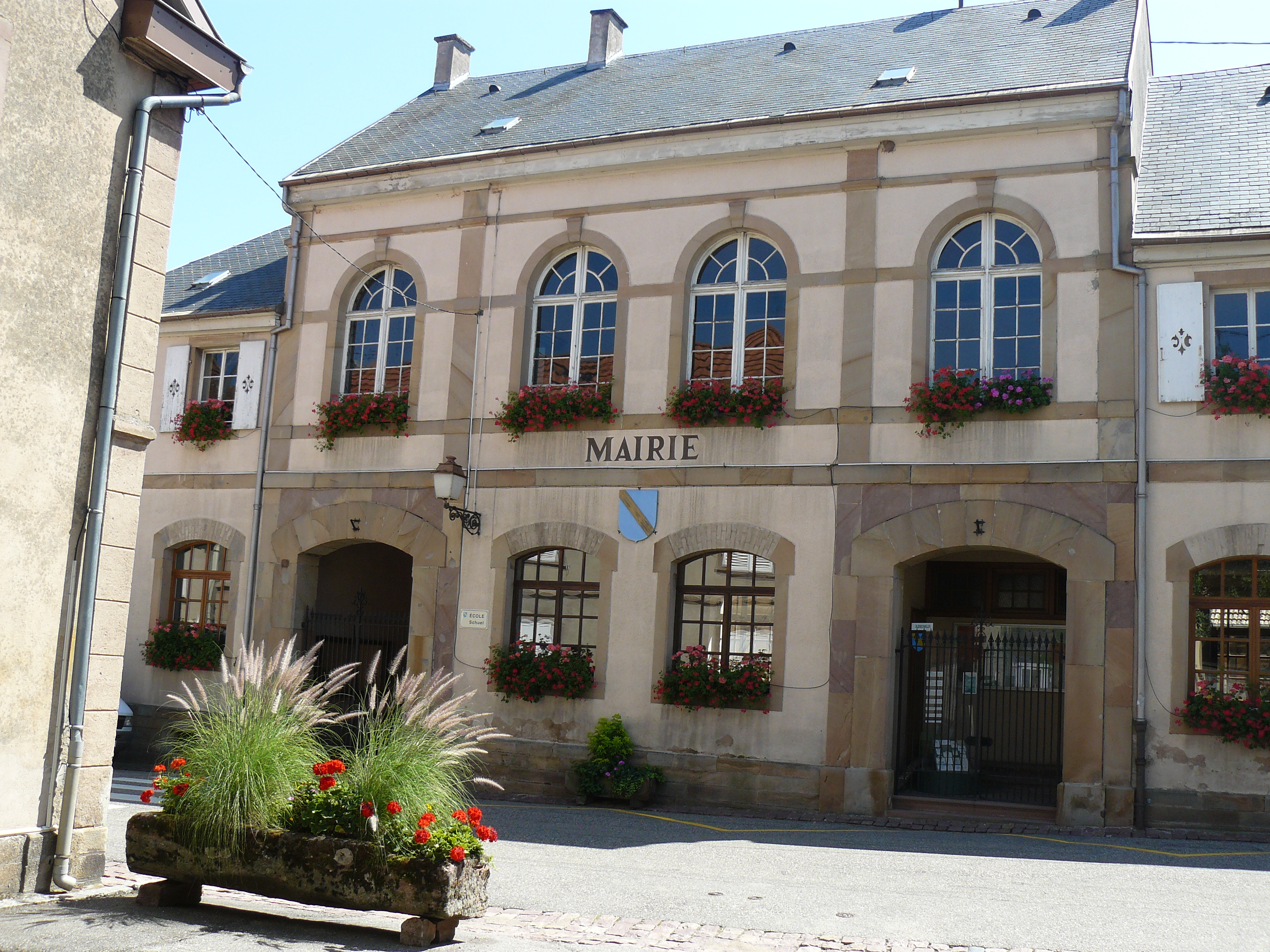
Mairie-école de Blienschwiller, construite au XIXe siècle.

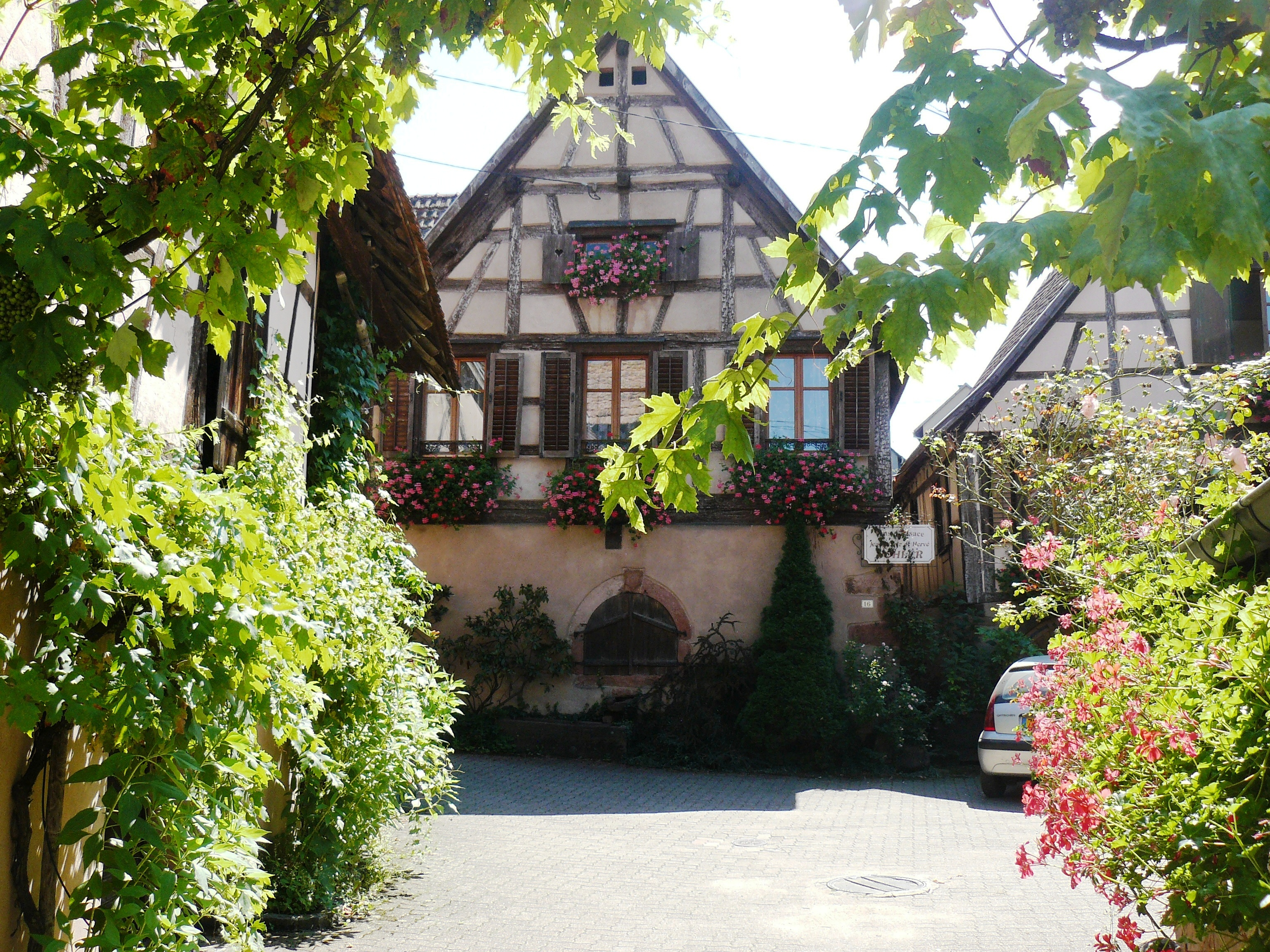
Maison à colombages magnifiquement fleurie.

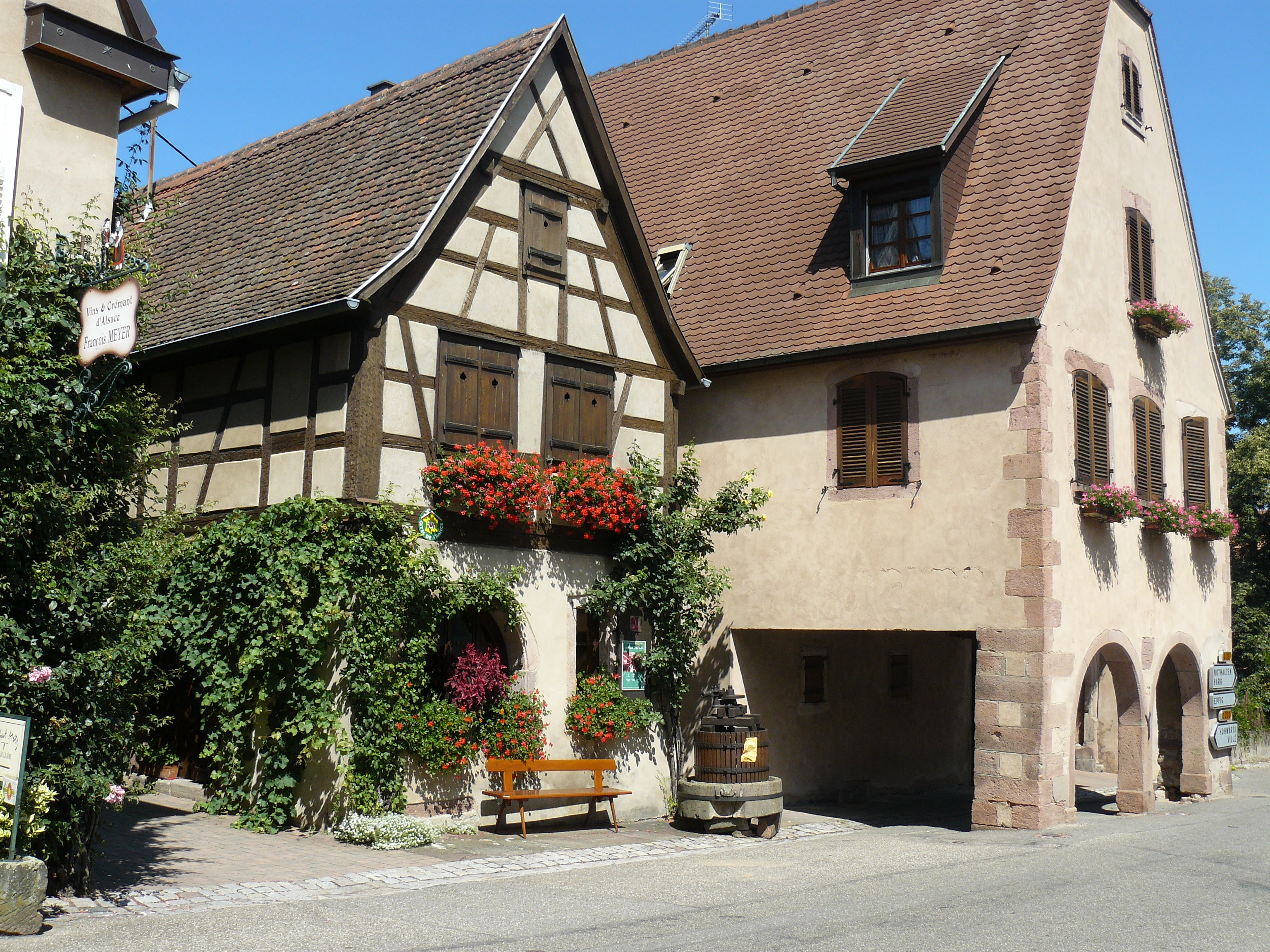
Maison du XVIIe siècle avec deux arcades(à droite) dite Metzig, à côté d'une maison à colombages construite en 1759 par Jean Jacques Meyer.

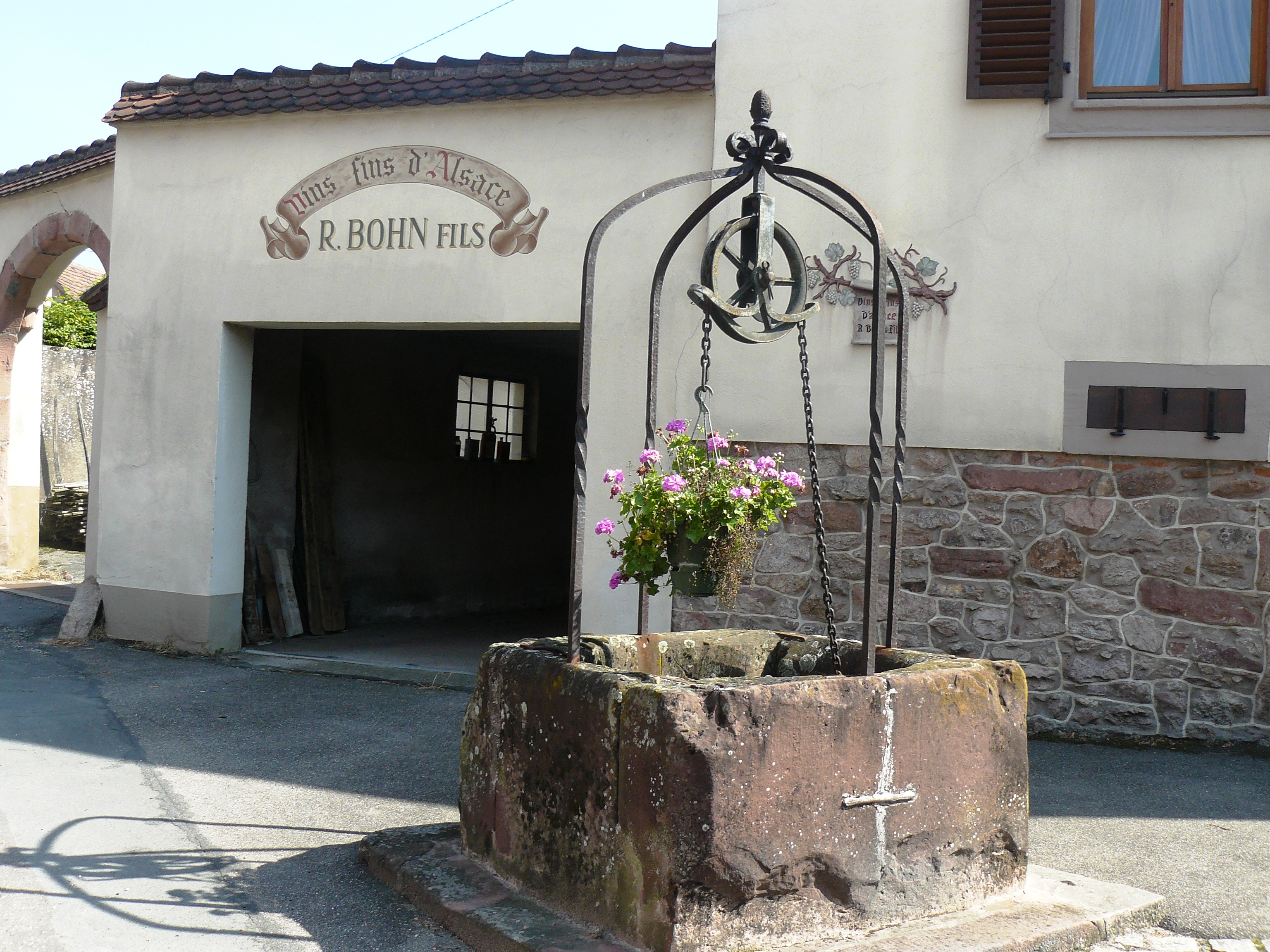
Puits du XVIIIe siècle.

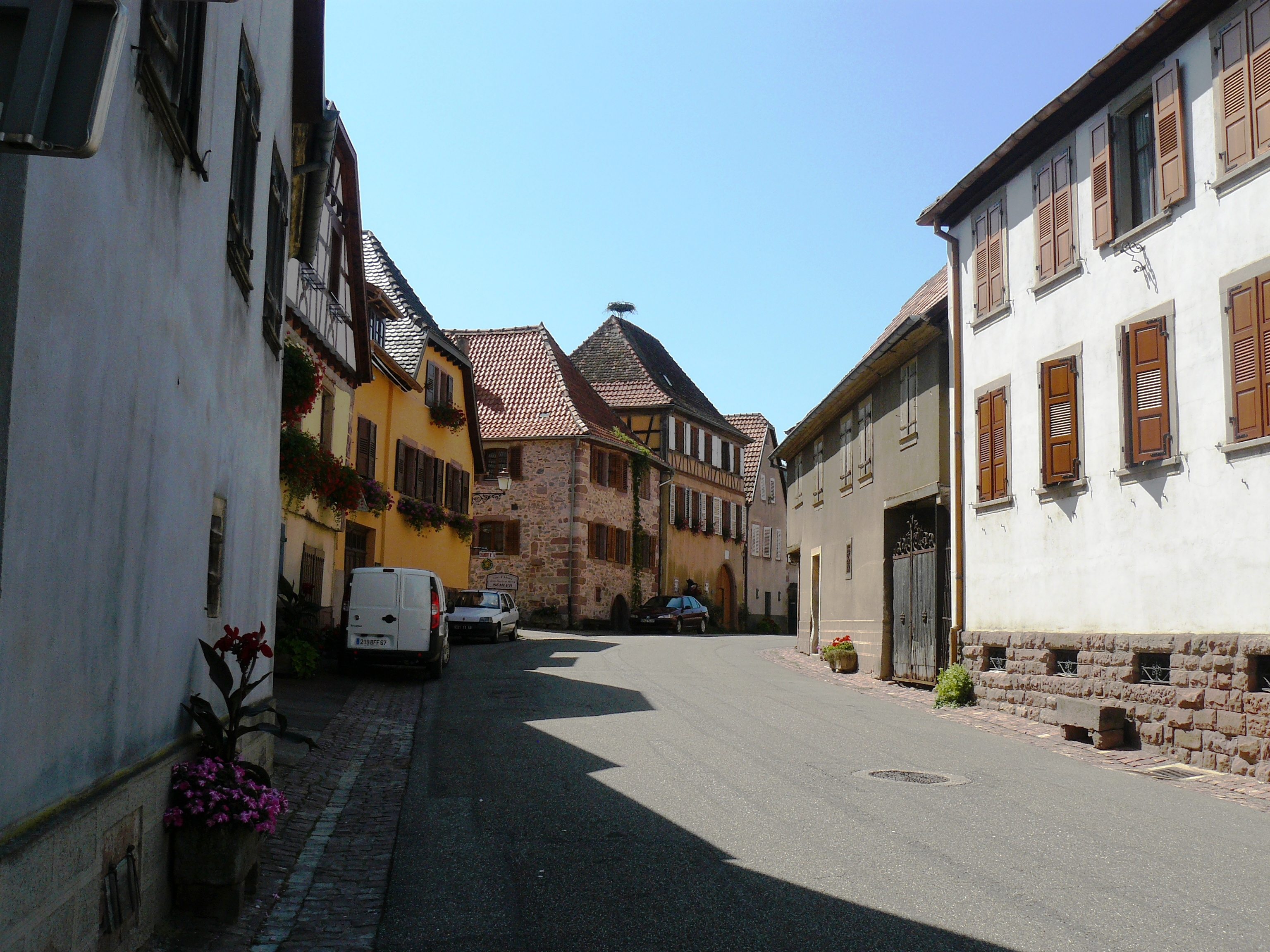
La partie haute du village ou Ewerdärfel.

- Winzenberg ;
- Oberberg ;
- Pflintz.

### Hydrographie
La commune est dans le bassin versant du Rhin au sein du bassin Rhin-Meuse. Elle est drainée par le ruisseau Schernetz et le ruisseau Viehgraben,.
Le ruisseau Schernetz, d'une longueur de 18 km, prend sa source dans la commune de Reichsfeld et se jette  dans la Scheer à Kertzfeld, après avoir traversé sept communes.

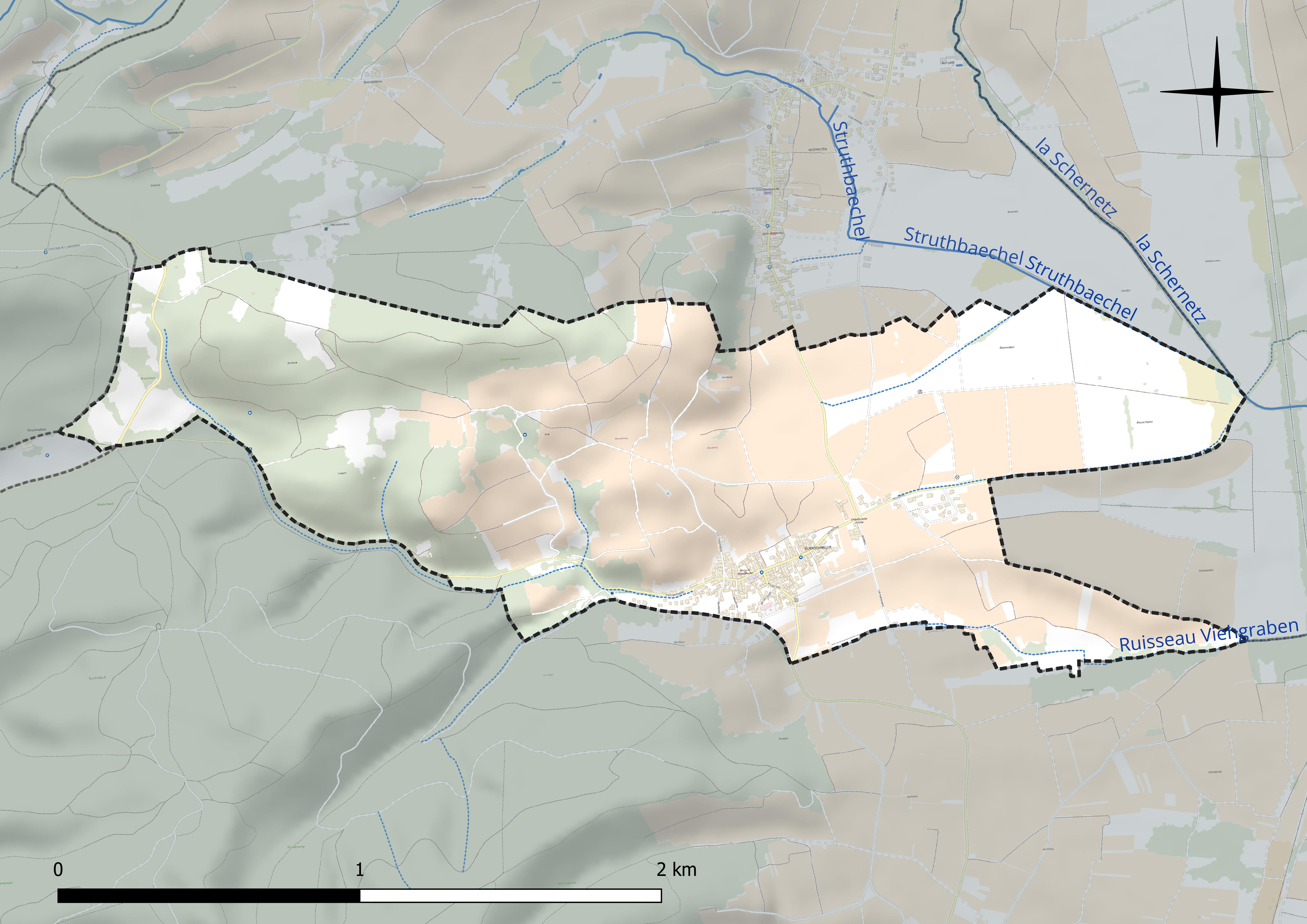
Réseau hydrographique de Blienschwiller.

### Climat
Pour des articles plus généraux, voir Climat du Grand Est et Climat du Bas-Rhin.
En 2010, le climat de la commune est de type climat des marges montargnardes, selon une étude du Centre national de la recherche scientifique s'appuyant sur une série de données couvrant la période 1971-2000. En 2020, Météo-France publie une typologie des climats de la France métropolitaine dans laquelle la commune est exposée à un climat semi-continental et est dans la région climatique Vosges, caractérisée par une pluviométrie très élevée (1 500 à 2 000 mm/an) en toutes saisons et un hiver rude (moins de 1 °C).
Pour la période 1971-2000, la température annuelle moyenne est de 10,5 °C, avec une amplitude thermique annuelle de 17,9 °C. Le cumul annuel moyen de précipitations est de 632 mm, avec 8,3 jours de précipitations en janvier et 10,2 jours en juillet. Pour la période 1991-2020, la température moyenne annuelle observée sur la station météorologique de Météo-France la plus proche, « Ville », sur la commune de Villé à 8 km à vol d'oiseau, est de 11,3 °C et le cumul annuel moyen de précipitations est de 957,7 mm. 
La température maximale relevée sur cette station est de 39,5 °C, atteinte le 13 août 2003 ; la température minimale est de −19 °C, atteinte le 7 février 1991,,.
Les paramètres climatiques de la commune ont été estimés pour le milieu du siècle (2041-2070) selon différents scénarios d'émission de gaz à effet de serre à partir des nouvelles projections climatiques de référence DRIAS-2020. Ils sont consultables sur un site dédié publié par Météo-France en novembre 2022.

### Sentiers de découverte
- Un sentier viticole ou "Sentier du cep au verre" part de la fontaine, au milieu du village.
- Un sentier des poètes Dìchterwaj a vu le jour en 2010. Il propose une promenade dans le vignoble et la découverte de quelques grands poètes alsaciens qui ont écrit dans leurs dialectes alsaciens respectifs ou en allemand.
- Blienschwiller est aussi au cœur d'un réseau de sentiers balisés par le Club vosgien. Le village se trouve à proximité immédiate du GR 5, un sentier de grande randonnée qui conduit de la mer du Nord à la mer Méditerranée.
- Le Chemin de Saint-Jacques-de-Compostelle passe par la commune.

## Urbanisme

### Typologie
Au 1er janvier 2024, Blienschwiller est catégorisée commune rurale à habitat dispersé, selon la nouvelle grille communale de densité à sept niveaux définie par l'Insee en 2022.
Elle est située hors unité urbaine et hors attraction des villes,.

### Occupation des sols
L'occupation des sols de la commune, telle qu'elle ressort de la base de données européenne d’occupation biophysique des sols Corine Land Cover (CLC), est marquée par l'importance des territoires agricoles (63,7 % en 2018), une proportion sensiblement équivalente à celle de 1990 (63,6 %). La répartition détaillée en 2018 est la suivante : cultures permanentes (46,7 %), forêts (28,6 %), zones agricoles hétérogènes (11,9 %), zones urbanisées (7,7 %), prairies (5,1 %). L'évolution de l’occupation des sols de la commune et de ses infrastructures peut être observée sur les différentes représentations cartographiques du territoire : la carte de Cassini (XVIIIe siècle), la carte d'état-major (1820-1866) et les cartes ou photos aériennes de l'IGN pour la période actuelle (1950 à aujourd'hui).

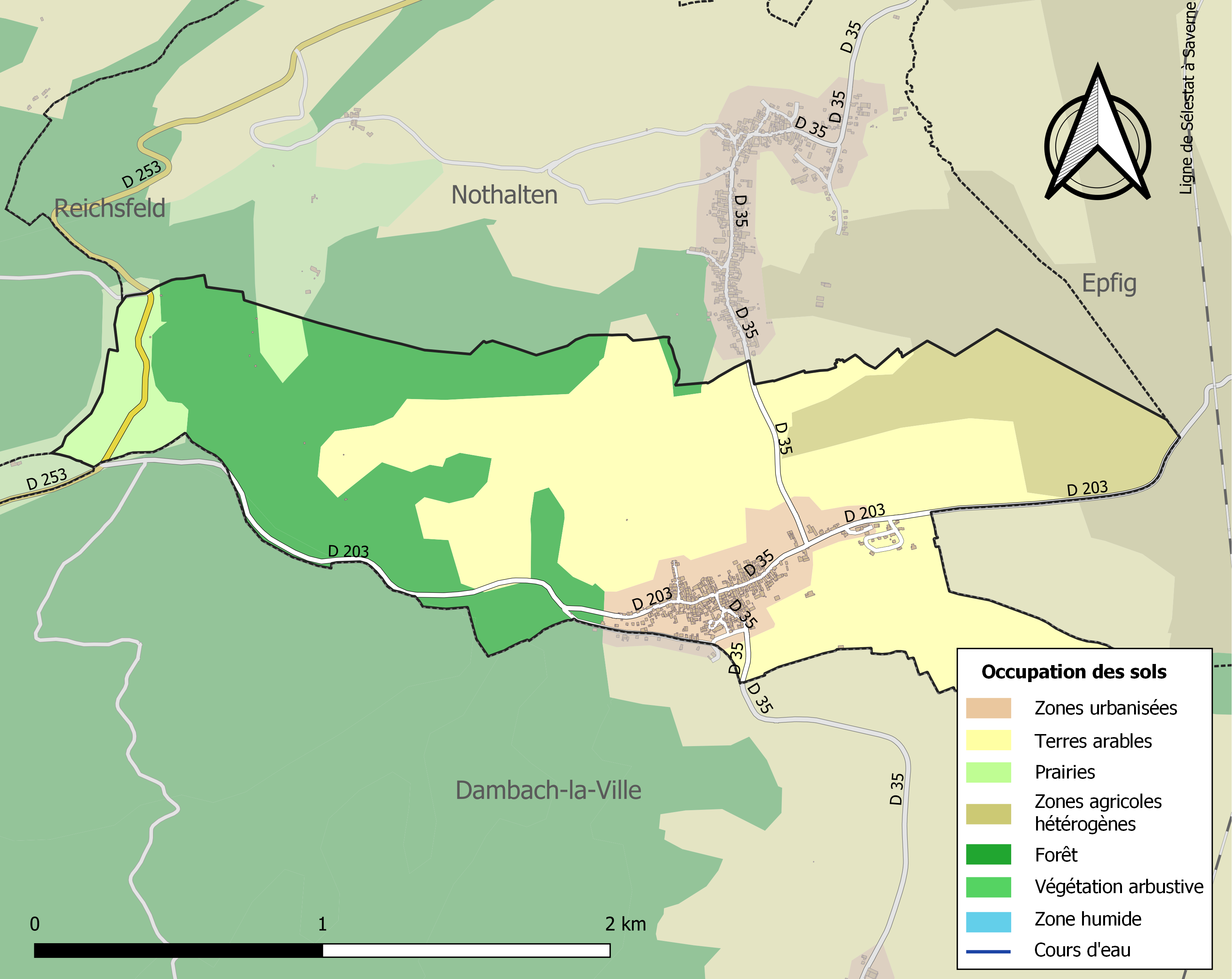
Carte des infrastructures et de l'occupation des sols de la commune en 2018 (CLC).

## Toponymie
La première mention écrite de Blienschwiller est de 823. Elle mentionne un échange de terres, sans doute déjà des vignes, entre le duc d’Alsace de l’époque et l’évêque de Strasbourg, qui a eu une influence considérable dans le village tout au long de son histoire. Le village porte, en ce début de IXe siècle, deux noms : bodolesvillare et pleanungovillare[réf. nécessaire]. Voici le texte :

« dedit igitur praedictus bernoldus episcopus ex ratione praedictae ecclesiae suae eidem erkingario ad suum proprium ad habendum in pago alsacense in villa et marcha quae dicitur bodolesvillare sive pleanungovillare omnes res quantumcumque in ipsa villa ex ratione episcopatus sui habere videbatur cum mancipiis duodecim his nominibus ello, fridalind, hildim, willaram, engilbert, odalgart, antbert, amalgart, adalgart, ragigart, regingart, adalatrud, willigart. »

[réf. nécessaire]
Le premier nom, bodolesvillare, la villa de Bodolus, fait référence à un personnage historique[réf. nécessaire]. Bodol aurait été un membre de la famille des Etichonides, les puissants ducs d'Alsace : Bodol, fils du comte Hugues, fils du duc Etichon.
Bodol (Bodolus) serait donc un neveu de sainte Odile, patronne de l'Alsace. Il aurait avec son frère Bléo (Bleonus) possédé ce qui était à l’époque la villa de Blienschwiller. Mais l’a-t-il fondée ?
Le nom de Pleanungovillare serait plus ancien[réf. nécessaire]. C’est lui qui est vraiment à l’origine de Blienschwiller, par déformation. D’après Michel Paul Urban, la première partie, pleanungo, viendrait de la racine paléo-européenne Plin/Blin, renflement, vallonnement, suivie du suffixe paléo-européen ink, auquel s’est ajouté villare.
Autre origine, pour Michel Paul Urban, in Lieux-dits, « possibilité de supposer un étymon Belenincum formé sur Belenos, nom du dieu gaulois du soleil ».
Le village aurait donc été fondé avant les Etichonides, sans doute sous les Mérovingiens, ce que confirmeraient les trouvailles archéologiques sur le site d'une ancienne villa gallo-romaine. Il est alors plausible que Blienschwiller, au départ possession des rois mérovingiens, ait été légué aux évêques de Strasbourg ; ces derniers auraient eux-mêmes cédé une partie de ces biens à Niedermünster, une autre aux Etichonides. Où l’on retrouve l’appellation Bodolesvillare (villa de Bodol).
En 823, l’évêque aurait échangé le reste de ses possessions blienschwilleroises avec Erchangar, l’héritier des princes alamans. Le prénom de Bodol disparaît d’ailleurs par la suite, pour être définitivement remplacé par le nom originel de Pleanungovillare.
Bodolesvillare ne réapparaît pas dans les archives ultérieures. Pleanungovillare évoluera au fil des siècles jusqu'à donner Blienswilre au XIIe siècle.
On peut noter un « Pluenhame » dans un texte de 720 qui recense des possessions de l'abbaye de Wissembourg mais des historiens locaux (comme Eschenbrenner) pensent que Pluenhame ne se rapporte pas à Blienschwiller et notent que Wissembourg n'apparaît jamais, ultérieurement, dans l'histoire du village.

## Histoire

### Origine
Blienschwiller est un petit village très ancien. Des princes mérovingiens ont pu le fonder sur l'emplacement d'une ancienne villa romaine. Il est situé sur l'ancienne voie romaine du Piémont des Vosges. La chapelle Saint-Erasme (voir infra) serait un ancien petit temple (fanulum) à la déesse de la Fécondité. Il ne faut pas confondre Blienschwiller avec le village homonyme disparu non loin de Sainte-Croix-en-Plaine (Haut-Rhin).

### XVeetXVIesiècles: soif de liberté
À la fin du Moyen Age, Blienschwiller est partagée entre quatre coseigneurs : l'Evêque de Strasbourg, les seigneurs de Villé, les familles d'Andlau et de Hohenstein. Le village, Reichsdorf ou village d'empire, appartenait au bailliage épiscopal de Benfeld. La Ville de Strasbourg y exerçait le droit de haute justice.
La paroisse, qui relevait de l'abbaye d'Andlau, comprenait deux annexes : Nothalten et Zell (village aujourd'hui englobé dans Nothalten). L'église paroissiale était à Blienschwiller. Les trois villages ont formé une seule communauté presque jusqu'à la Révolution française.
Blienschwiller, notamment, est à l'origine et s'est le plus engagé dans le premier Bundschuh de l'histoire avec le serment de l'Ungersberg le 23 mars 1493. Les deux principaux meneurs étaient un ancien bourgmestre de Sélestat et Jacob Hanser, schultheiss de Blienschwiller.
Le complot a échoué mais ses idées révolutionnaires ne sont pas mortes. D'autres Bundschuh ont éclaté dans plusieurs endroits en Allemagne. En 1517, dans la Forêt-Noire, nombreux sont les insurgés originaires d'Alsace. Parmi eux (est-ce une preuve de la filiation entre les différents mouvements ?) plusieurs habitants de Blienschwiller sont cités.
La grande Guerre des Paysans, qui arrive en Alsace en 1525, n'a pas épargné le village. En un mois, partant d'Obernai, toutes les campagnes de la région était gagnée à la cause paysanne. Blienschwiller a fourni des partisans à la bande d'Ebersmunster. Un des chefs qui ont décidé d'affronter le duc de Lorraine à la bataille de Scherwiller, Rauler, était de Blienschwiller. Leur défaite a été sanglante. Parmi les 13 000 paysans, dit la légende, qui ont été massacrés lors de cette bataille, un certain nombre de Blienschwillerois, sans doute, avait suivi Rauler...

### TerribleXVIIesiècle
Blienschwiller n’a pas eu trop à souffrir de la guerre de Trente Ans, qui a été terrible en Alsace. Certains habitants sont morts dans les murs de Dambach-la-Ville dans les années 1630, sans doute à cause d’épidémies. Mais le village a été préservé, notamment grâce à deux Salvegardia payées à la république de Strasbourg, alliée des Suédois protestants. Le village, quoique catholique, a donc été préservé alors que, partout aux alentours, notamment dans la vallée de Villé, les campagnes alsaciennes ont été mises à feu et à sang. La population de Blienschwiller et de ses annexes Nothalten et Zell a plutôt augmenté durant la première moitié du XVIIe siècle, d’après le nombre d’hosties distribuées par les curés, alors que l’Alsace a perdu jusqu’à un tiers de sa population. Notons que les archives du village, mises en sûreté dans un couvent à Sélestat, ont été détruites dans l’incendie qui a ravagé ce dernier. La vie locale n’a pas été bouleversée par le traité de Westphalie qui a rattaché le village à la France. Le XVIIe siècle n’était cependant pas fini pour une Alsace exsangue. Blienschwiller a souffert du passage des armées françaises, notamment de Turenne. Le curé Constantin Held, en 1681, a simplement accroché la bannière fleur-de-lysée des rois de France à la chaire : c'était lors de l'annexion de Strasbourg à la France.

### AuXVIIIesiècle, le village grandit
Le XVIIIe siècle n’a pas été différent des précédents même si une certaine aisance a permis aux habitants de Blienschwiller de mieux se porter, ainsi que l’attestent les nombreuses belles maisons à colombages construites ou agrandies entre 1720 et 1780. Les quatre seigneuries se partageaient toujours le village : communautés épiscopale, de Villé (les seigneurs zur Lauben), d’Andlau et de Hohenstein. L’ancienne cour colongère de Niedermünster subsistait et l’ombre de l’abbesse d’Andlau planait encore sur l’église paroissiale comme elle le faisait depuis 1352. Le tribunal local fonctionnait comme il le faisait depuis le XVe siècle et la haute justice relevait toujours de la Ville de Strasbourg. D’après un plan dressé en 1716 sur ordre de la Ville de Strasbourg, le village se divisait en trois parties. L’Oberdorf, le haut du village, avec son extension du Geissengassel, Auf der Gass avec la mairie, le corps de garde, la Metzig, le château, l’église, le presbytère, et la maison de la Raith, tout comme le relais. Enfin l’Unterdorf, le bas village. L’Oberdorf était séparé de la Gass par une porte, une seconde se trouvait à l’entrée de l’Unterdorf au début de l’Epfiger Weg (route d’Epfig). Église et château étaient ceints d’un mur et formaient un petit complexe défensif qui devait servir de refuge à la population en temps de guerre. A l’entrée sud du village, vers Dambach-la-Ville, un ouvrage défensif avec une porte servait de protection à la partie Auf der Gass.
Dans la première moitié du XVIIIe siècle encore, le village a gagné des terres cultivées vers l'ouest. Le Kuhrain a été défriché vers 1730. D'autres terres appartenaient alors à Blienschwiller : Lattenrain, Stiermatten, Rothe Hecken – qui ont été perdues depuis pour le ban communal.

### Paupérisation auXIXesiècle
Le village de Nothalten, avec son annexe Zell, a existé comme commune à part entière dès avant la Révolution française, en 1787. Durant la Révolution, les habitants de Blienschwiller ont élu Jacques Gerber comme premier maire. Le village a échappé aux « punitions révolutionnaires » mais ses habitants étaient des partisans plutôt tièdes des changements. Ils ont abrité le curé réfractaire et laissé l’église vide au prêtre constitutionnel. Quand les autorités leur ont demandé la création d’une garde nationale, en 1793, les volontaires ont disparu comme par enchantement. À force de menaces, le maire s’est vu contraint de payer une très forte amende. Mais la garde, elle, n’a jamais existé que sur le papier. Toujours en 1793, le charpentier Werli, mandaté pour descendre les cloches destinées à être fondues pour faire des canons, est condamné aux travaux forcés parce qu'il traîne les pieds. Plusieurs familles ont aussi émigré, leurs biens furent vendus aux enchères.
De nombreux Blienschwillerois ont par contre participé à l’aventure napoléonienne. Parmi eux, François Joseph Bohn a fait une remarquable carrière. Héritier d’une vieille famille, il a débuté dans l’armée royale puis, sous l’Empire, a gravi tous les échelons jusqu’à commander, avec le grade de colonel, le 7e régiment de chasseurs. Il a été tué en chargeant à la tête de ses hommes le 14 juin 1809 à la bataille de Raab contre les Autrichiens qui ont été contraints de se replier.
Au XIXe siècle, Blienschwiller a d’abord connu une croissance démographique importante qui a entraîné un appauvrissement de la population. La barre des 1 000 habitants a été franchie vers 1830. Plusieurs épidémies ont marqué les esprits jusque dans la mémoire collective : fièvre milliaire ou variole. La dernière, en 1871, a fait une cinquantaine de morts (surtout des jeunes adultes) sur une population de 900 habitants.
Plusieurs boulangeries, épiceries, boucheries existaient alors dans un village qui vivait toujours essentiellement de la viticulture (qu’il faut comprendre au sens de polyculture dominée par la vigne). Les cafés occupaient une place importante : il y en avait plusieurs. Le marché du vin et la viticulture ont connu leurs heures les plus sombres à la fin du XIXe et au début du XXe siècle : annexion à l'Empire allemand, pertes de marchés, maladies de la vigne comme le phylloxéra…
Toutes ces causes (pauvreté, épidémies, manque de terres viticoles), auxquelles il faut ajouter l’annexion à l'Empire allemand et les nombreux « optants » qui ont choisi la France et l’exil, ont conduit à un important exode rural entre les années 1860 et 1910. Des dizaines de familles ont quitté le village pour ne plus revenir. Les destinations : la France et Paris, la Lorraine et son bassin industriel, mais aussi l’Algérie ou les États-Unis.

### XXesiècle: l'horreur des deux guerres, les promesses de l'Europe
La Grande Guerre n’a laissé que peu de souvenirs – en dehors de la saignée parmi les jeunes hommes du village. 16 sont tombés.
Après le retour à la France, le monde viticole s’est organisé. Le greffage a été le remède au fléau du phylloxéra. Les vignerons se sont organisés en syndicat pour faire avancer la législation (une démarche qui n’a abouti qu’en 1962 avec la reconnaissance de l’AOC, Appellation d’origine contrôlée, pour les vins d’Alsace).
Blienschwiller a encore perdu dix hommes durant la Deuxième Guerre mondiale, des malgré-nous obligés de se battre sous l’uniforme nazi. Les combats n’ont eu lieu dans les abords immédiats du village que pour sa Libération par les Américains, le 1er décembre 1944. Anecdote qui aurait pu être tragique : le 19 octobre 1944, deux déserteurs engagés pour les vendanges tuent deux gendarmes allemands. Tous les hommes du village sont rassemblés sur la place de la Fontaine. Les responsables de la Gestapo ont menacé de tous les faire fusiller et d’incendier le village. Par miracle, il n’en a rien été.
La première Fête de la Libération n’a eu lieu qu’en 1946. Après le retour des malgré-nous prisonniers, dont certains ont vécu l’enfer des camps russes comme Tambov. Certains sont d’ailleurs morts en captivité.
Après la guerre, les vignerons de Blienschwiller ont travaillé à retrouver la qualité perdue. La reconnaissance des différentes AOC a été autant d’étapes sur ce difficile chemin : AOC Alsace en 1962, AOC crémant d'Alsace en 1976, grand cru Winzenberg en 1992. Au XXIe siècle, leur travail paie et Blienschwiller retrouve un âge d’or au cœur d'une Europe pacifiée.

### Généalogie
Parmi les plus anciennes familles vigneronnes du village, certaines ont pu traverser les siècles. Ainsi, dans la communauté villageoise formée par Blienschwiller, Nothalten et Zell, les Bohn, Gerber, Heisch, Kieffer, Kientz, Meyer ou Straub sont cités depuis le XVe siècle. On retrouve des Kobloth, des Steinbach, des Wassler, des With vers 1550.
D'autres grandes familles : les Schwendt, originaires de Strasbourg et présents à Blienschwiller jusqu'au milieu du XVIIIe siècle. Certaines branches sont retournées à Strasbourg. François Etienne Schwendt a été député de Strasbourg aux États Généraux en 1789. Les Schlosser, famille de notaires elle aussi originaire de Strasbourg. Elle est restée à Blienschwiller jusqu'au début du XIXe siècle, en donnant un maire au village, puis un maire et un député au bourg voisin de Dambach-la-Ville.

## Économie
Depuis Rome peut-être, le Moyen Âge assurément, l’économie de Blienschwiller est entièrement tournée vers la vigne et le vin. Les vins de Blienschwiller, à la réputation déjà solidement établie, étaient distribués dans tout le Nord de l’Europe grâce au réseau hanséatique, via l’Ill et le Rhin. Des négociants venaient des grandes villes allemandes, Cologne ou Nuremberg notamment, pour les acheter. On en retrouvait jusqu’à la cour d’Angleterre.
Aujourd’hui, plus de trente familles de vignerons produisent du vin en exploitant les vignes sur le ban du village mais aussi dans les communes voisines. Les deux tiers environ sont des vignerons indépendants qui élèvent leurs vins de propre récolte et en assurent la commercialisation mais il y a aussi des négociants et des coopérateurs. Avec les années, le tourisme est devenu une ressource importante pour le village, situé sur la route des vins d'Alsace. Il dispose d’un hôtel et d’un restaurant pour accueillir les visiteurs ainsi que de nombreux gîtes et chambres d’hôtes.

## Démographie
L'évolution du nombre d'habitants est connue à travers les recensements de la population effectués dans la commune depuis 1793. Pour les communes de moins de 10 000 habitants, une enquête de recensement portant sur toute la population est réalisée tous les cinq ans, les populations de référence des années intermédiaires étant quant à elles estimées par interpolation ou extrapolation. Pour la commune, le premier recensement exhaustif entrant dans le cadre du nouveau dispositif a été réalisé en 2004.

En 2022, la commune comptait 305 habitants, en évolution de −6,15 % par rapport à 2016 (Bas-Rhin : +3,17 %, France hors Mayotte : +2,11 %).
| 1793 | 1800 | 1806 | 1821 | 1831 | 1836 | 1841 | 1846 | 1851 |
| ---- | ---- | ---- | ---- | ---- | ---- | ---- | ---- | ---- |
| 804  | 713  | 856  | 998  | 941  | 965  | 913  | 940  | 908  |

| 1856 | 1861 | 1866 | 1871 | 1875 | 1880 | 1885 | 1890 | 1895 |
| ---- | ---- | ---- | ---- | ---- | ---- | ---- | ---- | ---- |
| 859  | 836  | 871  | 830  | 792  | 771  | 760  | 719  | 669  |

| 1900 | 1905 | 1910 | 1921 | 1926 | 1931 | 1936 | 1946 | 1954 |
| ---- | ---- | ---- | ---- | ---- | ---- | ---- | ---- | ---- |
| 635  | 564  | 509  | 408  | 426  | 438  | 432  | 400  | 379  |

| 1962 | 1968 | 1975 | 1982 | 1990 | 1999 | 2004 | 2006 | 2009 |
| ---- | ---- | ---- | ---- | ---- | ---- | ---- | ---- | ---- |
| 386  | 365  | 350  | 304  | 292  | 288  | 286  | 293  | 333  |

| 2014 | 2019 | 2022 | - | - | - | - | - | - |
| ---- | ---- | ---- | - | - | - | - | - | - |
| 324  | 313  | 305  | - | - | - | - | - | - |

Blienschwiller a connu dans la deuxième moitié du XIXe siècle et jusqu'au début du XXIe siècle un déclin démographique d'abord rapide (épidémie de variole au début des années 1870, optants pour la France après la défaite face à l'Empire allemand, exode rural, émigration vers les États-Unis d'Amérique ou l'Algérie entre 1880 et 1910), puis plus lent. La tendance s'est inversée très récemment avec le réaménagement de vieilles demeures au centre du village et la construction de quelques maisons neuves (lotissement des Muhrmatten par exemple).

## Santé
Il n'y a pas d'établissement de soin ou de santé à Blienschwiller. Les médecins, dentistes et pharmacies les plus proches se trouvent à Dambach-la-Ville ou à Epfig, deux bourgs distants de 2,5 et 5 kilomètres.
Le centre hospitalier le plus proche est celui de Sélestat, 23, avenue Pasteur.
Il existe à Blienschwiller un corps de sapeurs-pompiers. Il forme un CPI, centre de première intervention, qui dépend de l'UT (unité territoriale) 52.

## Enseignement
Blienschwiller dépend de l'Académie de Strasbourg. La commune a créé un SIVU (syndicat intercommunal à vocation unique) pour la gestion du regroupement pédagogique avec le village voisin de Nothalten. Les enfants des deux villages vont à l'école maternelle à Blienschwiller et à l'école primaire à Nothalten.
Le collège le plus proche est le collège du Bernstein, à Dambach-la-Ville. Construit en 1972, rénové en 1998, baptisé en 1999, du nom du château qui surplombe Dambach-la-Ville, il compte environ 430 élèves venus de dix villages, dont Blienschwiller.
Les lycées d'enseignement général que fréquentent les Blienschwillerois sont le lycée Edouard-Schuré de Barr et le lycée Docteur-Koeberlé de Sélestat.
De nombreux fils et filles de vignerons, pour compléter le savoir-faire hérité de leurs ancêtres, suivent une formation au lycée d'enseignement général et technologique agricole (LEGTA) de Rouffach.

## Cultes
Les habitants de Blienschwiller sont pour la plupart catholiques. La Réforme n'a pu s'étendre au village au XVIe siècle. Même si la ville de Strasbourg, gagnée à la Réforme, y avait une grande influence, l'abbesse d'Andlau, dont la paroisse dépendait, l'a fermement conservé dans le giron catholique.
La paroisse des Saints-Innocents (Blienschwiller est la seule paroisse d'Alsace à les avoir pour saints patrons) est rattachée à la communauté de paroisses Saint-Erasme (du nom de la chapelle du village, voir infra) reconnue lors d'une célébration par monseigneur Kratz, le 22 février 2009.
Une ancienne tradition perdure à Blienschwiller : un pèlerinage est organisé pour les Rogations. La procession va du village à la chapelle Saint-Sébastien de Dambach-la-Ville.

## Vie associative
- Syndicat d'initiatives.
- Chorale Sainte-Cécile.
- Amis des orgues et de la culture.
- Amicale des sapeurs-pompiers.
- Syndicat viticole.
- Club 77 - club des jeunes du village.

## Lieux et monuments

### Église des Saints-Innocents
Elle aurait été construite au XIIe siècle sur le modèle de l'abbatiale de l'abbaye de Niedermunster. Subsiste de cette époque la base romane du clocher et une frise lombarde. Elle a été remaniée à la fin du XVe siècle (après avoir été incendiée en 1444 par les Armagnacs) en style gothique, au milieu du XVIIIe siècle en style baroque, au début du XXe siècle avec adjonction d'un chœur néo-roman qui comporte une magnifique fresque Art nouveau. À noter la chaire, l'orgue Rohrer de 1734 dont le buffet est classé, le Mont des Oliviers du XVIIe siècle, et une rare cloche fondue en 1474 et offerte par le curé Jean Meyer, sur laquelle figure un christ en croix et l'inscription "S.LUCAS, S.MARCUS, S.MATHEUS, S.IOHANNES, O, REX, GLORIE, XPE, VENI, CUM, PACE, AVE, MARIA".

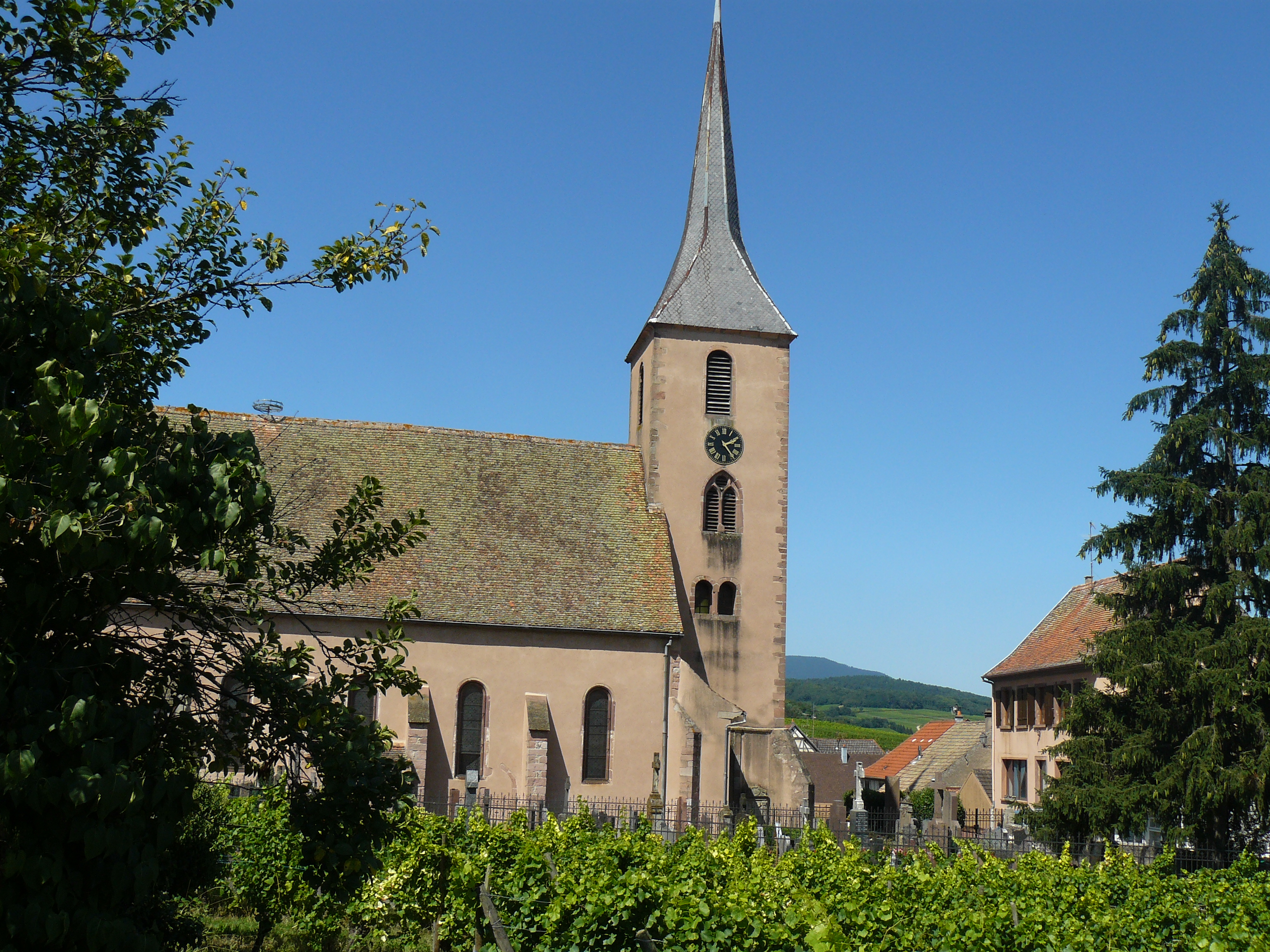
Église des Saints-Innocents XIIe – XXe siècles.
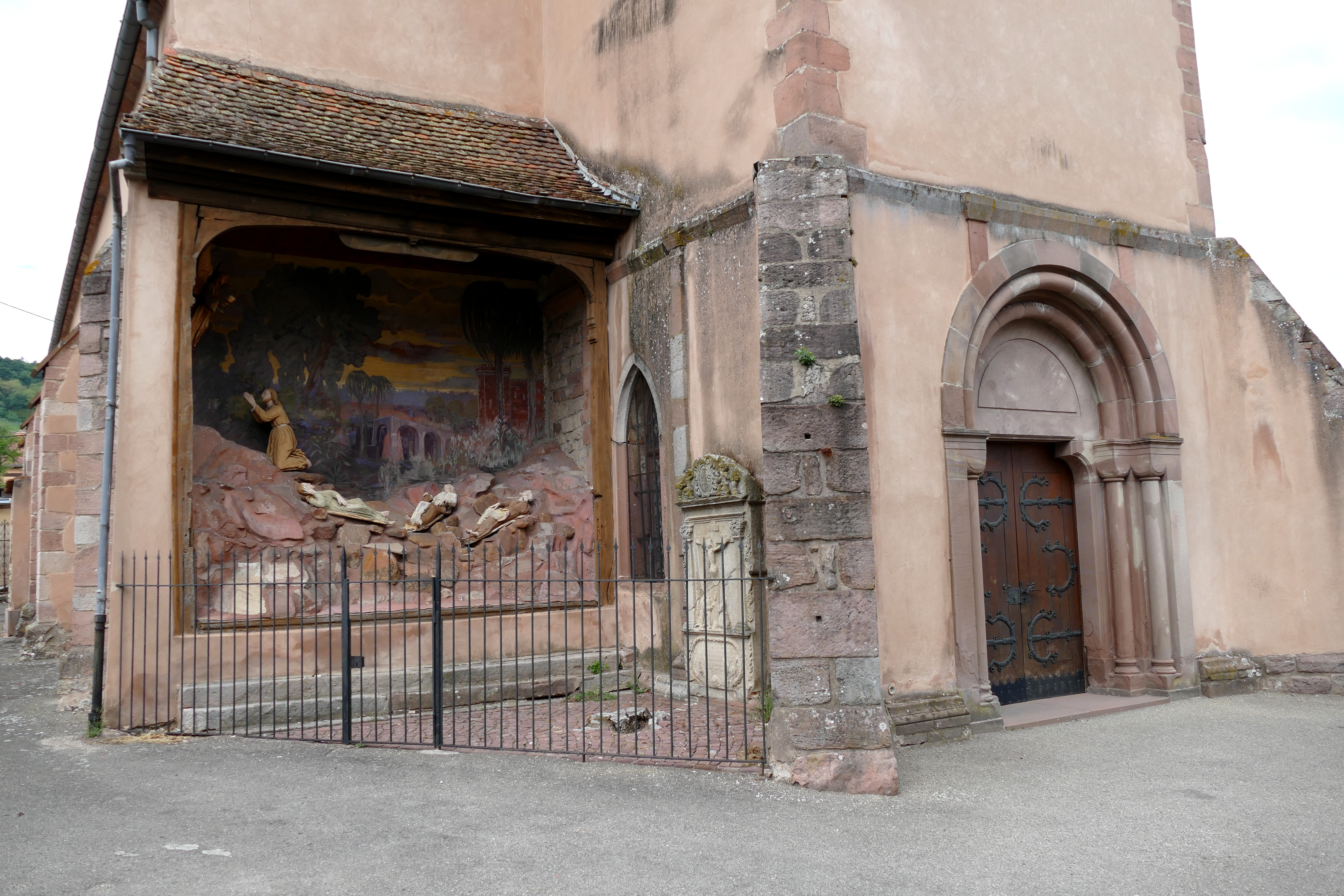
Mont des Oliviers, œuvre de la fin du XVIIe siècle accolée à l'église portant des statues en bois polychrome.
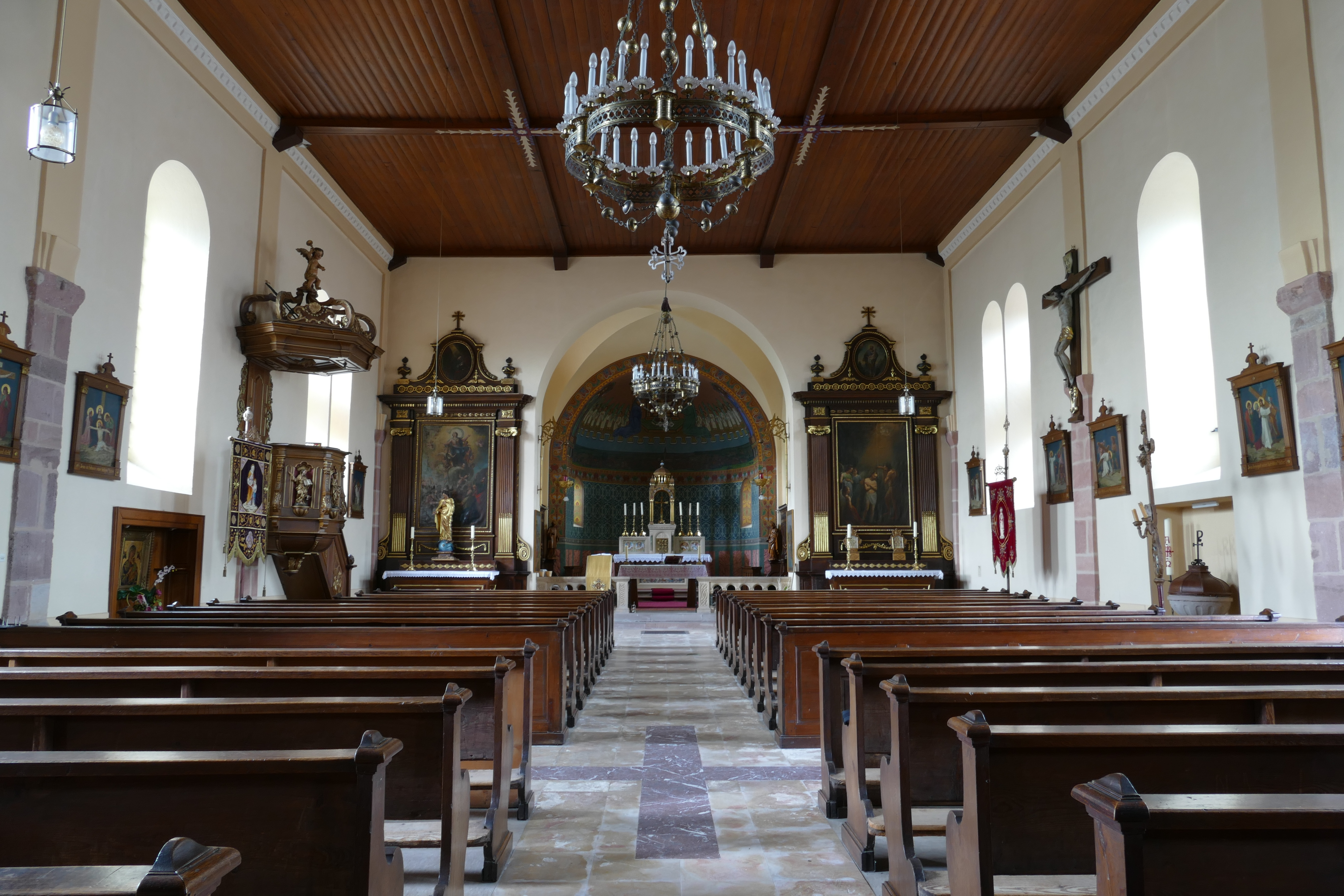
Vue intérieure de la nef vers le chœur.
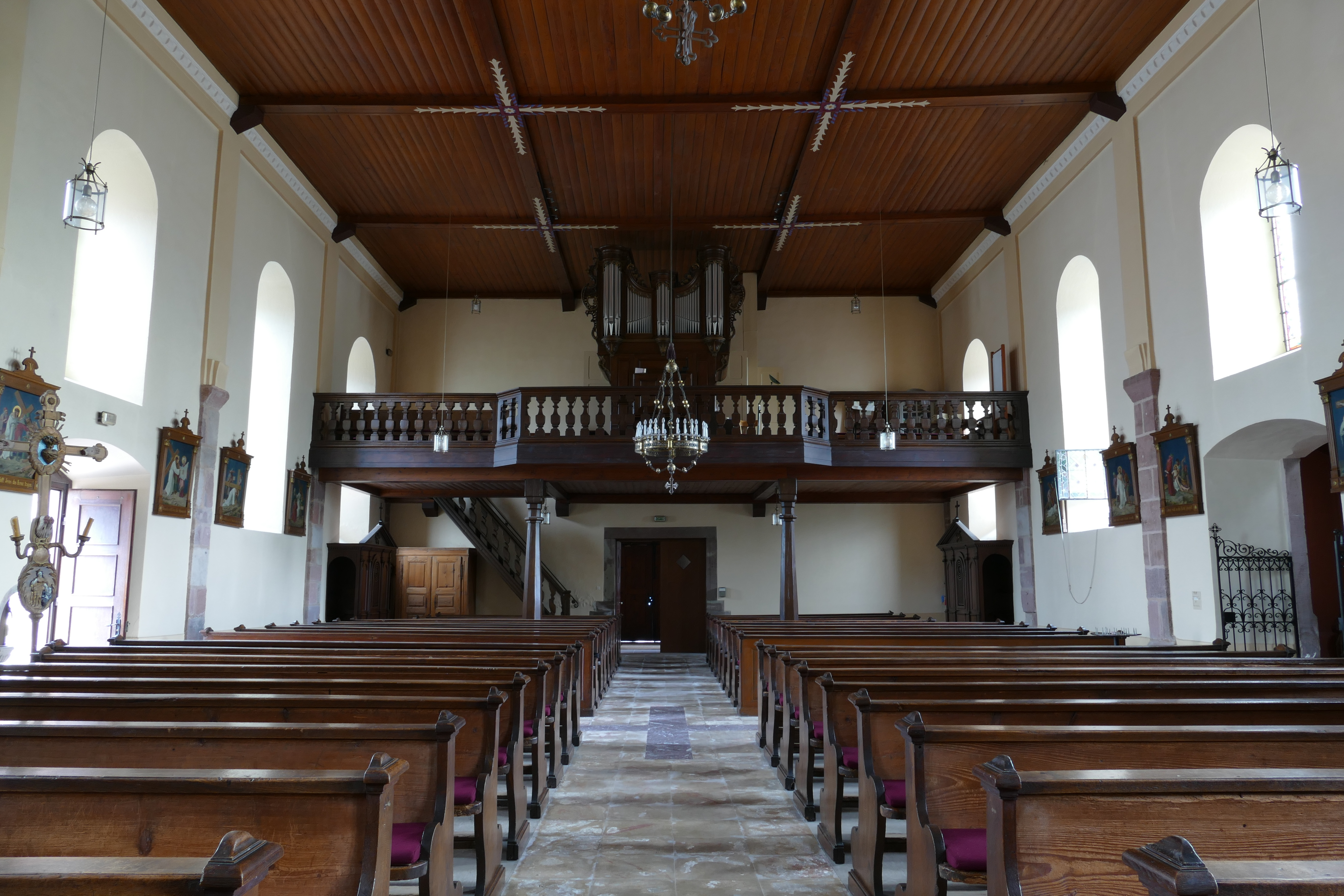
Vue intérieure de la nef vers la tribune d'orgue.
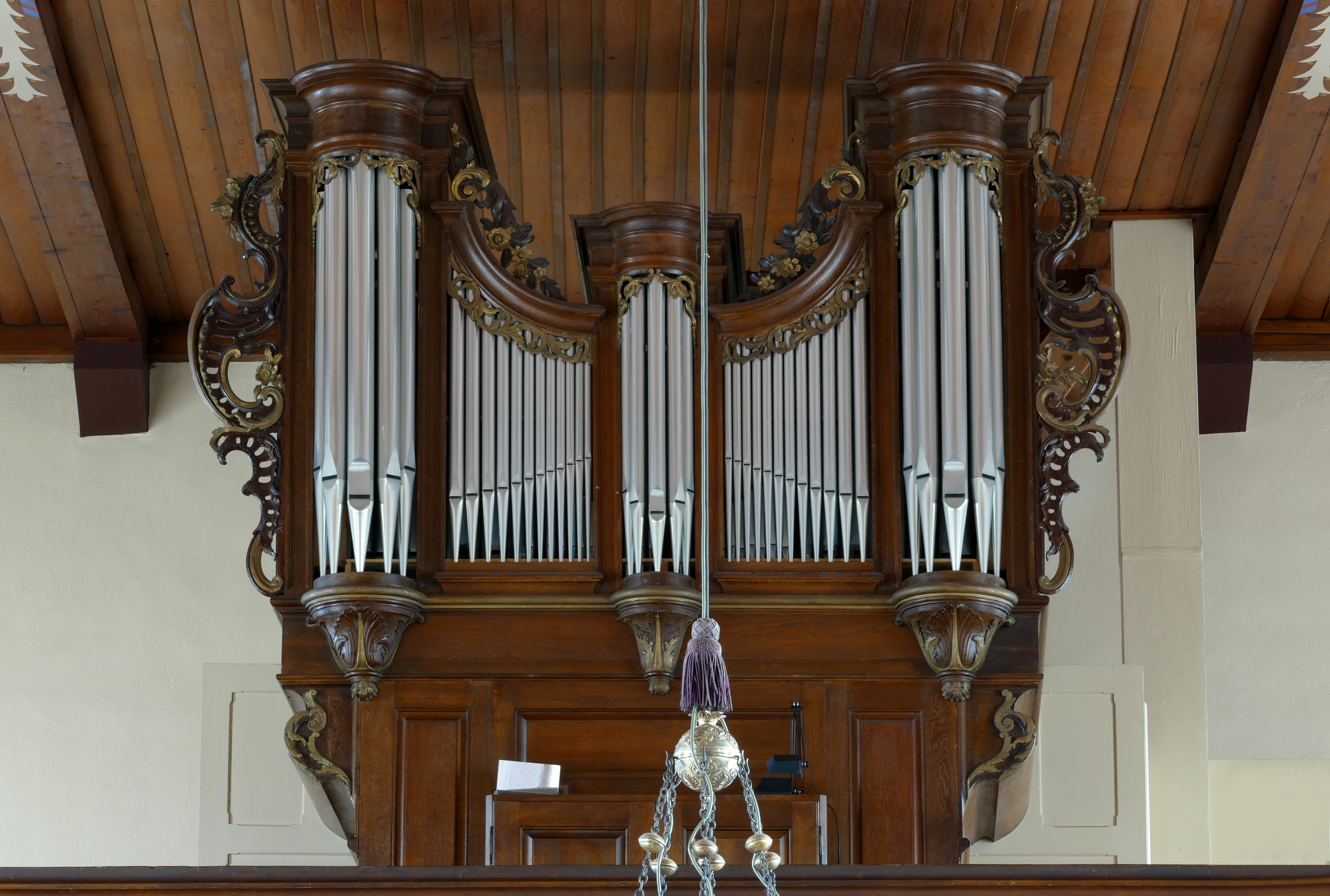
Orgue Rohrer-Mockers-Rinckenbach-Kriess (1734-1911).
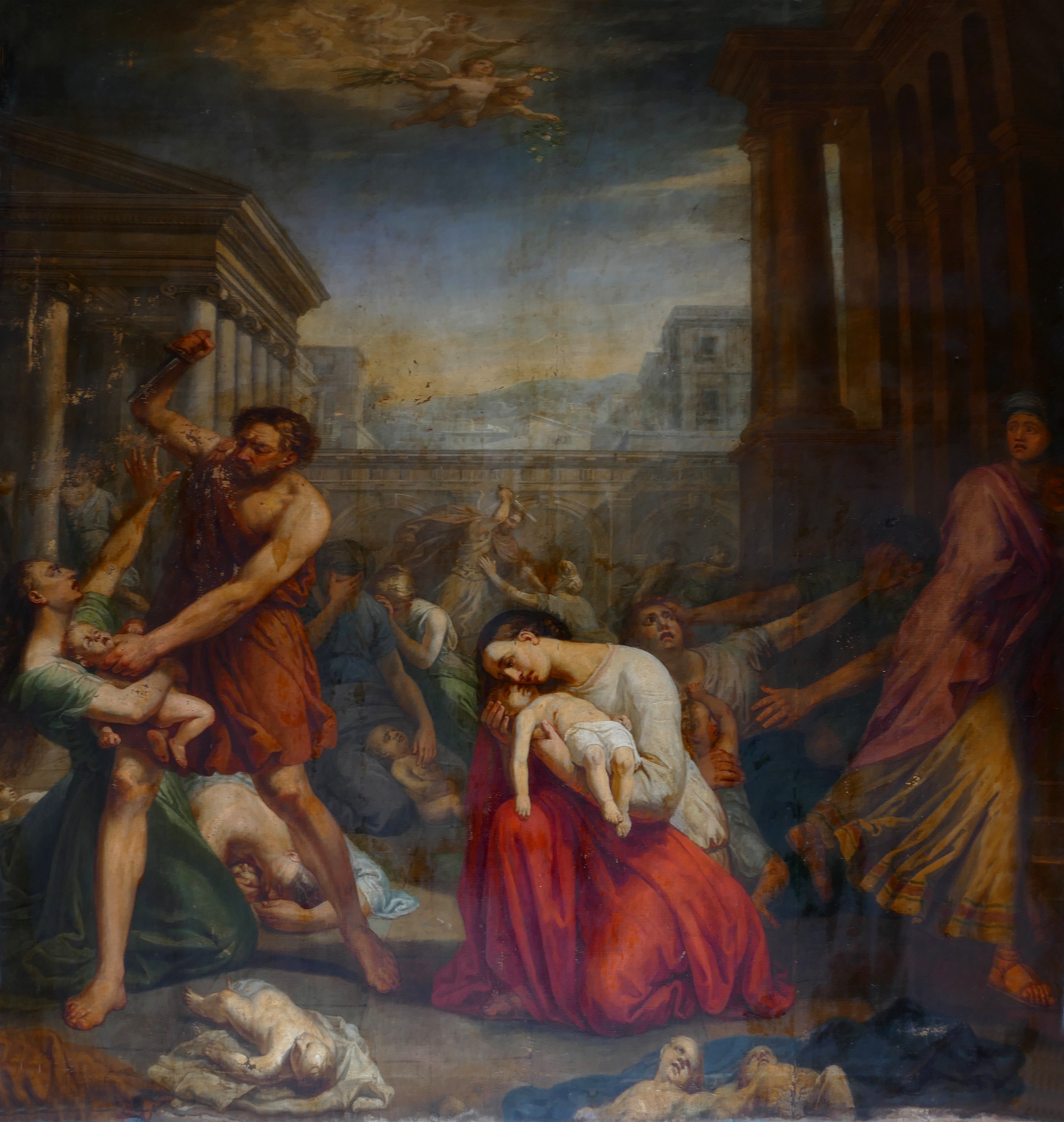
Tableau « Massacre des Saints-Innocents » (1816).
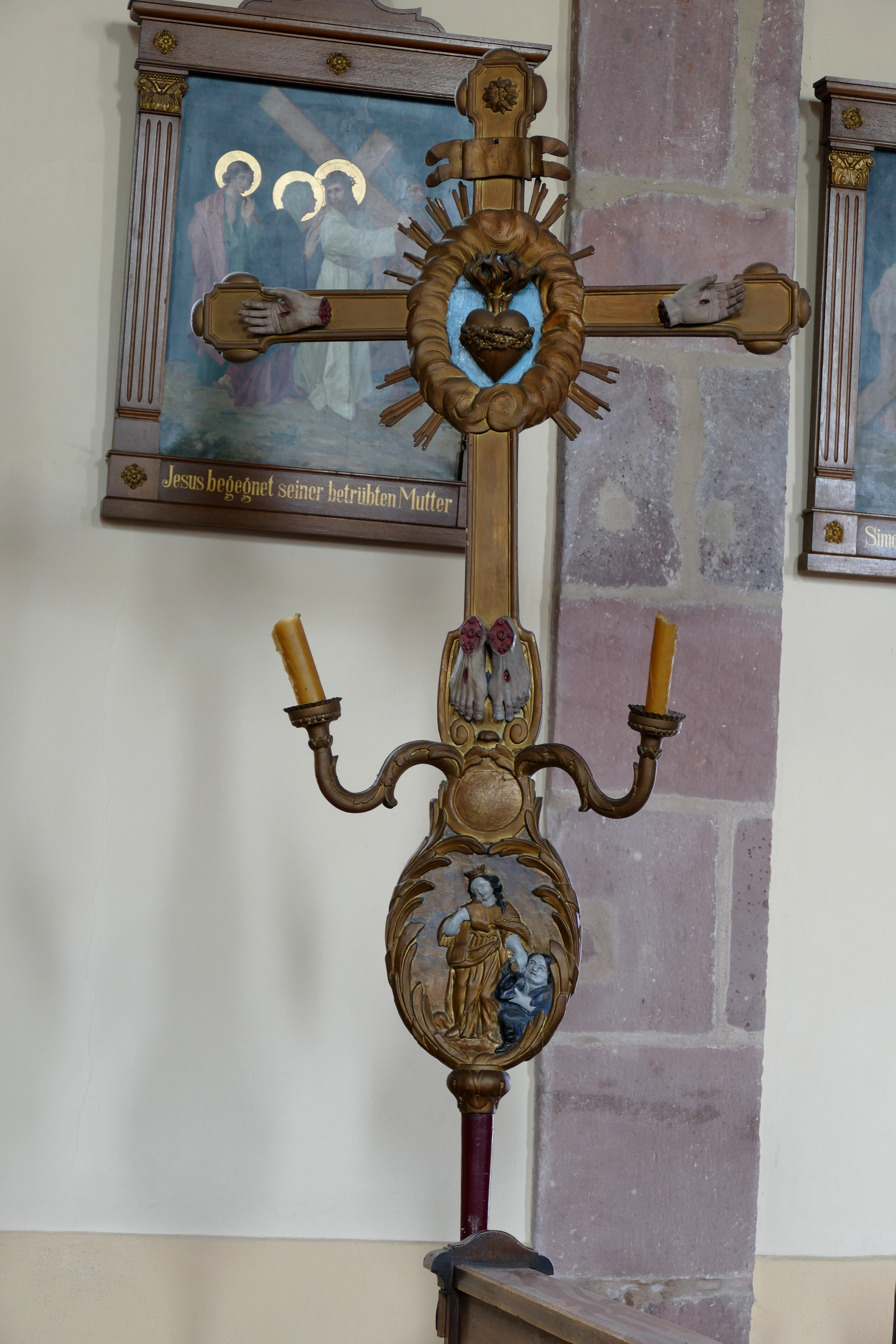
Croix de procession (XVIIIe).

### Chapelle Saint-Erasme
Jusqu'au XVIIe siècle, la chapelle Saint-Erasme était nommée Notre-Dame-de-la-Délivrande. Les femmes venaient s'y soigner, notamment après des accouchements difficiles, en se baignant dans l'eau d'une source aujourd'hui tarie. La chapelle a sans doute été construite au XIIIe siècle par les cisterciens de l'abbaye de Baumgarten. Elle comportait plusieurs couches de fresques hélas détruites dans les années soixante lors d'une rénovation malheureuse. Y figuraient notamment une Totentanz ou danse macabre sans doute du XIVe siècle et une couche encore plus ancienne. La chapelle prétend à une haute antiquité : elle serait bâtie sur un ancien temple à la déesse de la Fécondité. Une voie romaine passe en tous cas tout à côté.
La chapelle Saint-Erasme a donné son nom à la communauté de paroisses à laquelle appartient aujourd'hui Blienschwiller, communauté de paroisses reconnue lors d'une célébration par monseigneur Kratz, le 22 février 2009, à Dambach-la-Ville. La communauté comprend les paroisses de Blienschwiller, Dambach-la-Ville, Epfig et Nothalten.

### Château ouSchlessel
Blienschwiller n'a jamais eu d'enceinte fortifiée. Il y a eu quelques éléments de défense ; une porte est par exemple citée dans l'Unterdorf vers Epfig. Mais une demeure que certains datent du XIIIe siècle subsiste en contrebas de l'église : le Schlessel, petit château en alsacien. Il aurait été construit par les chevaliers de Berckheim, a passé aux Andlau, puis a été vendu à des bourgeois strasbourgeois. En 1544, le château flanqué de tours d'angle se composait de la maison, de la cour, du pressoir, des étables et des jardins. Au début du XVIIe siècle, il est acheté pour la première fois par des bourgeois du village, en l'occurrence la famille Kehr ; en 1787, il a été remanié : ses quatre tours et le chemin de ronde ont été détruits, le millésime 1787 subsiste sur une fenêtre du deuxième étage ; dans l'ancienne cour du château, une maison de 1506, qui porte un écu bûche, serait une ancienne dépendance prolongée en 1715. Un mur d'enceinte peu élevé comprend encore des meurtrières. Une couleuvrinière est encore visible. C'est aujourd'hui une maison d'habitation à la très belle cave voûtée.

### Metzig
Grande maison centrale qui présente un rez-de-chaussée percé d'arcades de grès. Elle date du début du XVIIe siècle : la date 1602 est gravée dans la pierre. L'ensemble est flanqué d'un porche équipé d'une porte pour piétons. Il se tenait sans doute aussi un petit marché sous les arcades. L'ancienne mairie, détruite dans la deuxième moitié du XIXe siècle, était construite sur le même modèle. Elle abritait sans doute la Laub et la Gemeindestube, citées au XVIIe siècle.

### Presbytère
Le presbytère ou Pfàrrhüss se trouve à côté de l'église. C'est un bâtiment du tout début du XVIIIe siècle, un des plus beaux du village, qui remplace celui construit en 1585 par l'abbaye d'Andlau, de laquelle dépendait la paroisse de Blienschwiller.

### Fontaine octogonale
La fontaine ou Stockbùrne se situe sur la placette de la Metzig. Elle est datée de la deuxième moitié du XVIe siècle. Elle est décorée de motifs de style gothique tardif. Au centre, le fût torsadé est surmonté d'une fleur de lys sculptée.

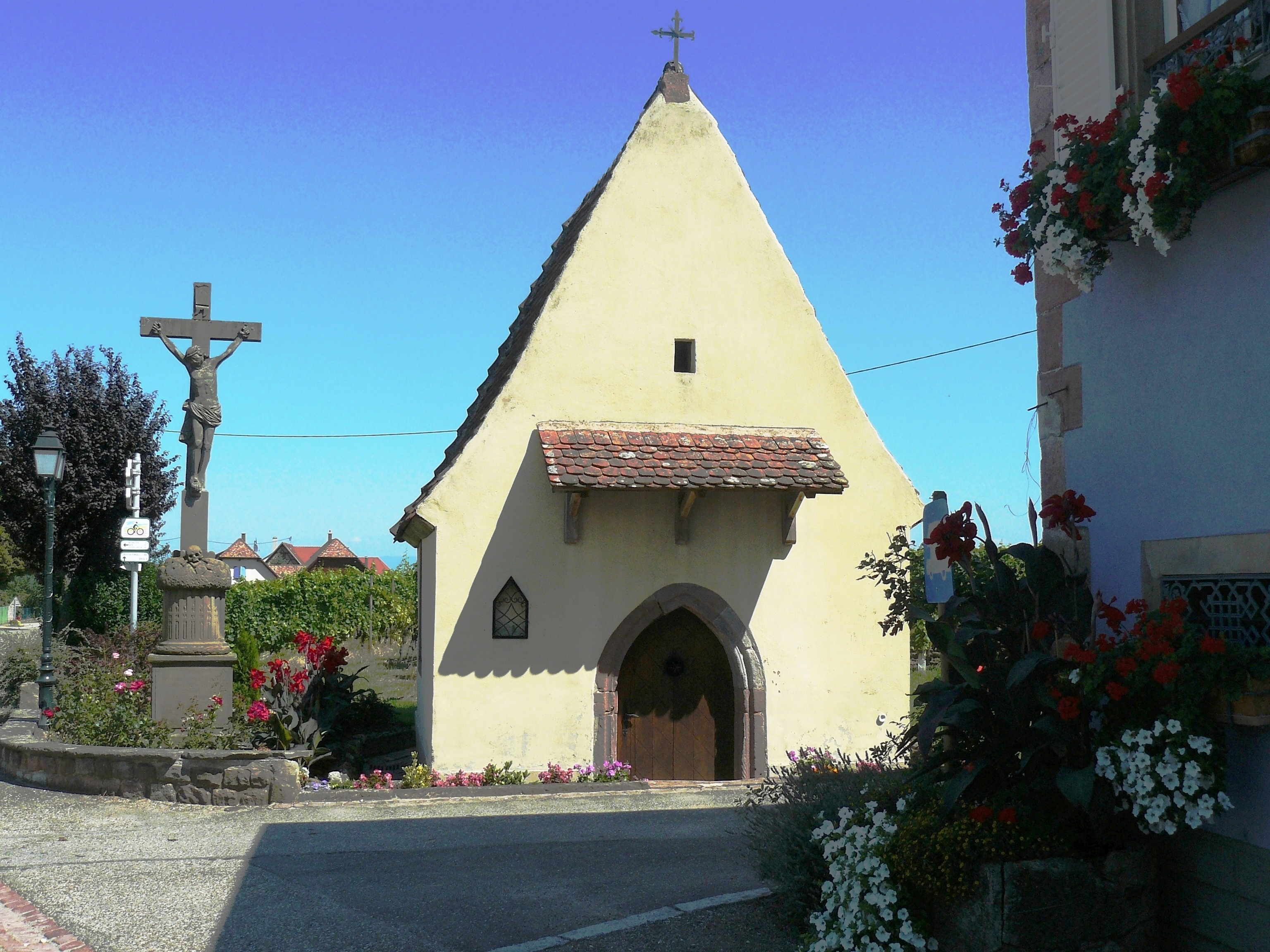
Chapelle Saint-Érasme (XIIe – XVe siècle).
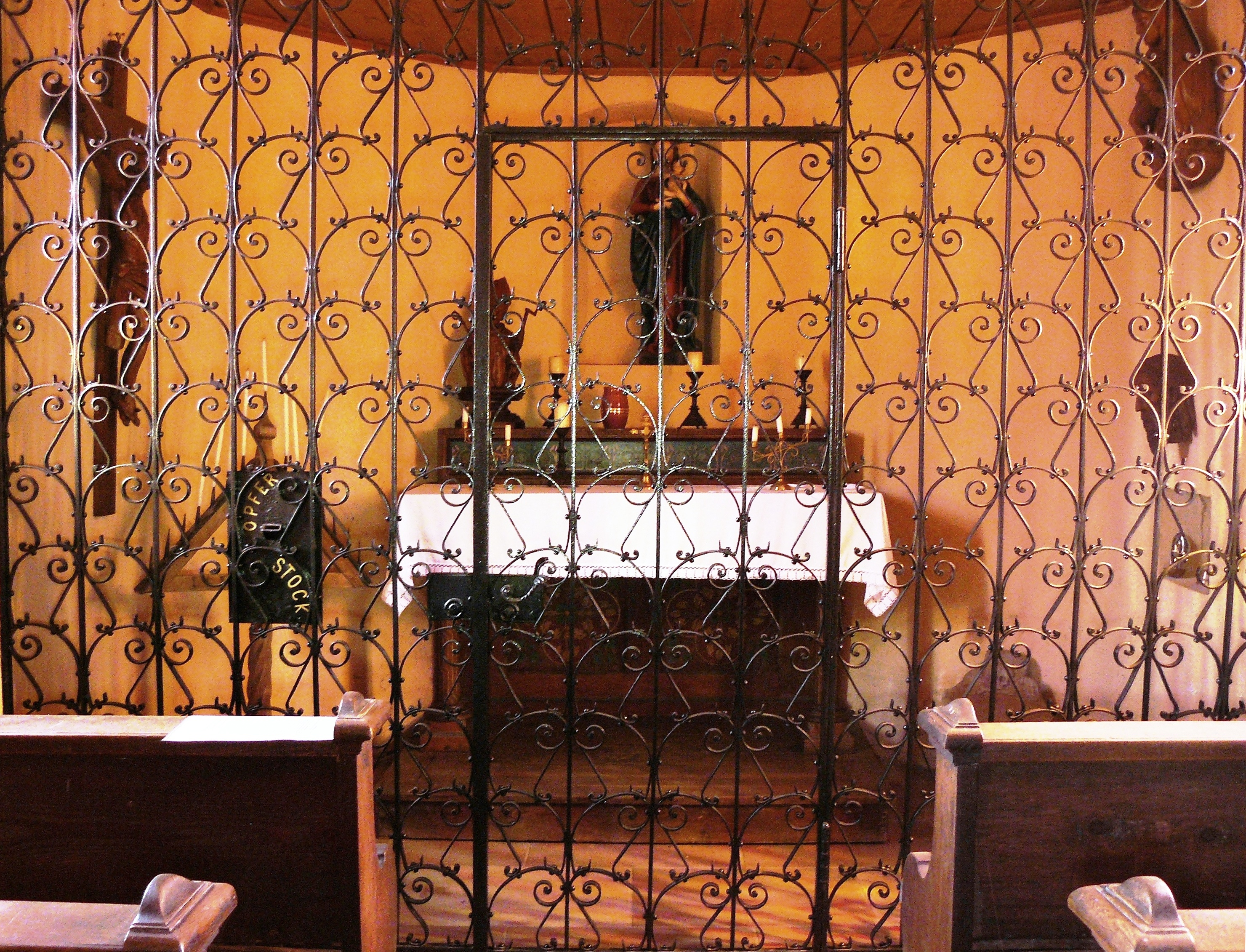
Intérieur de la chapelle d'abord dédiée à Notre-Dame de la Délivrande puis à saint Érasme.
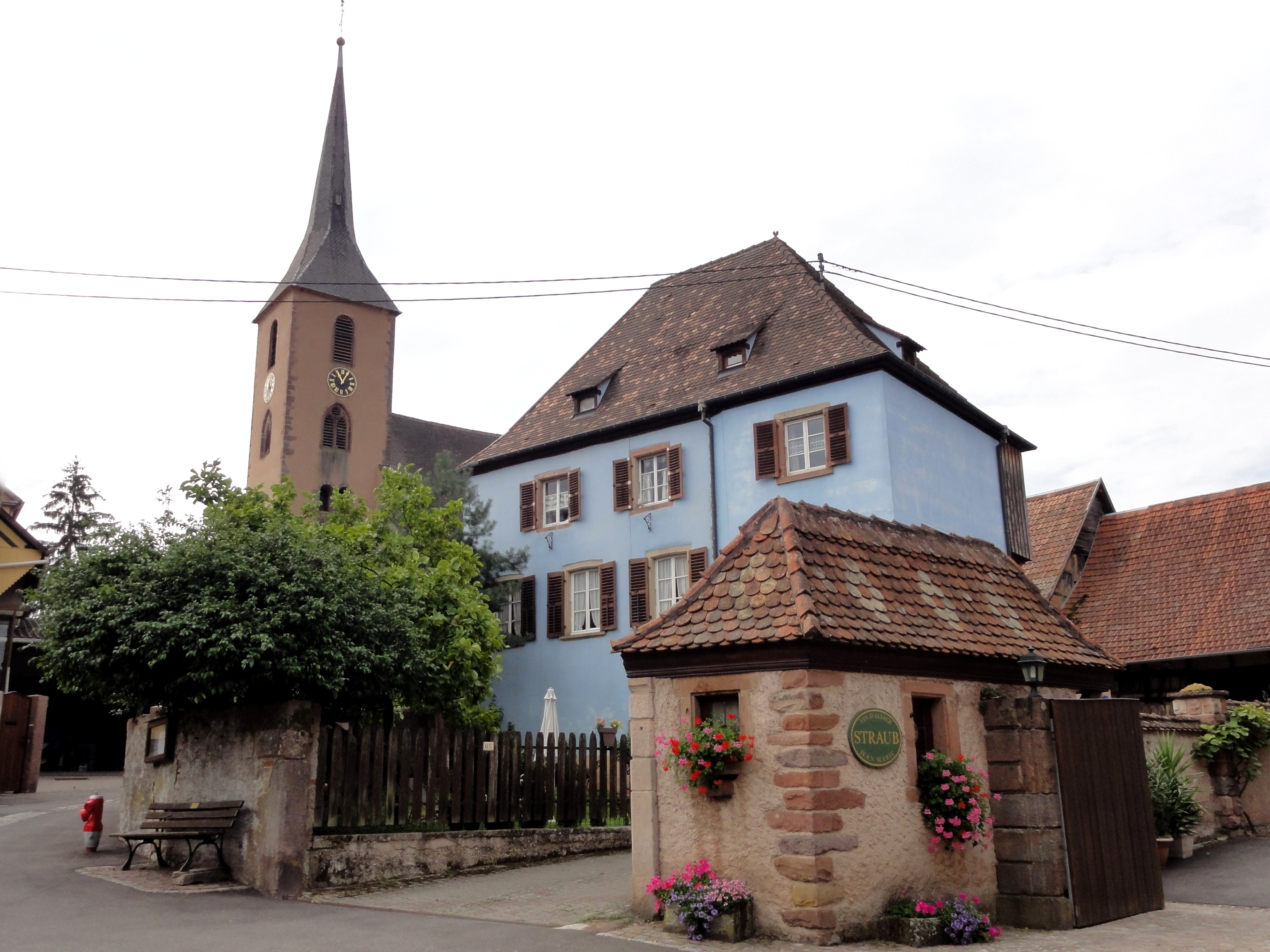
Le château ou Schlessel.
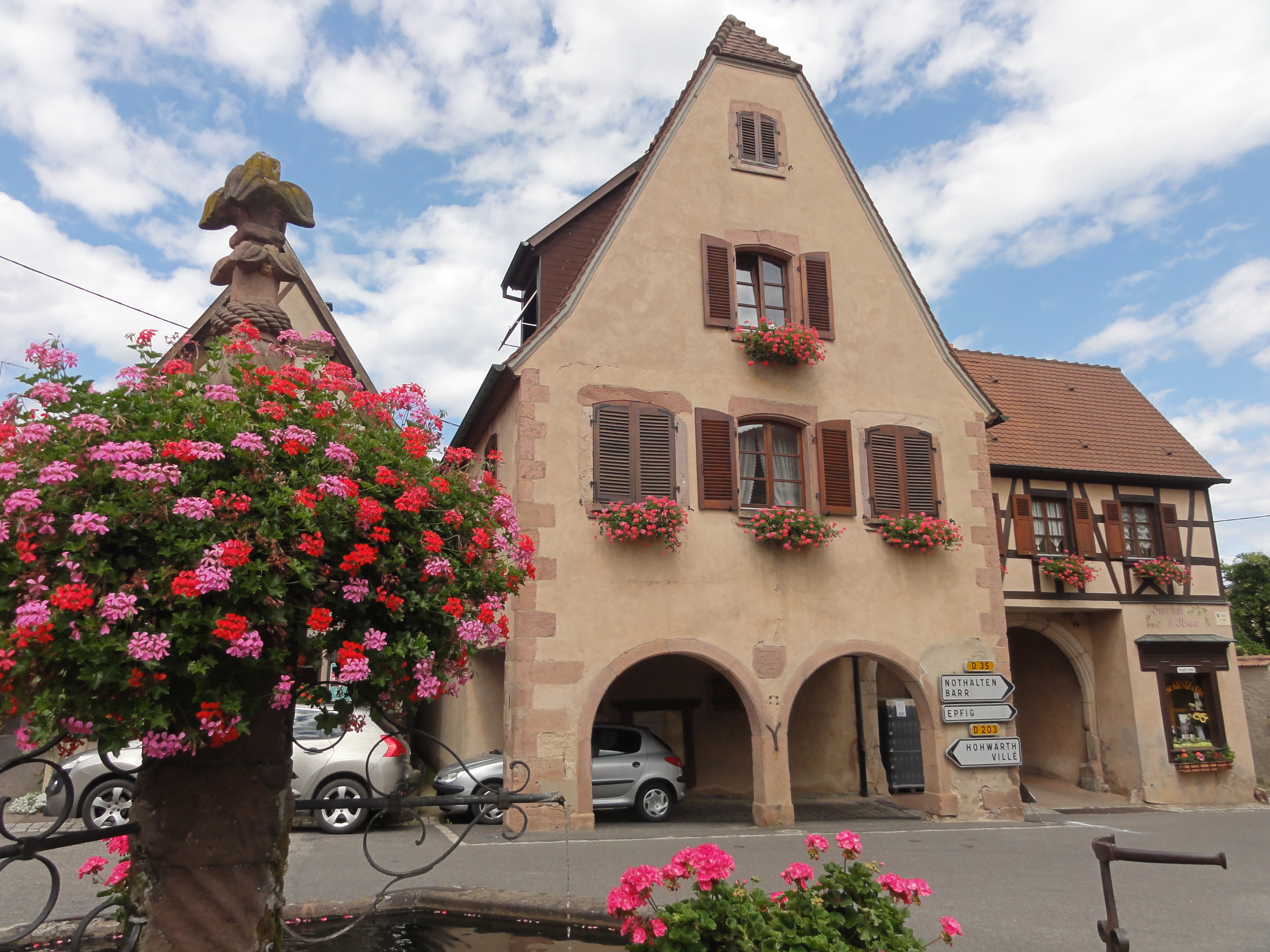
Maison du XVIIe siècle dite Metzig.
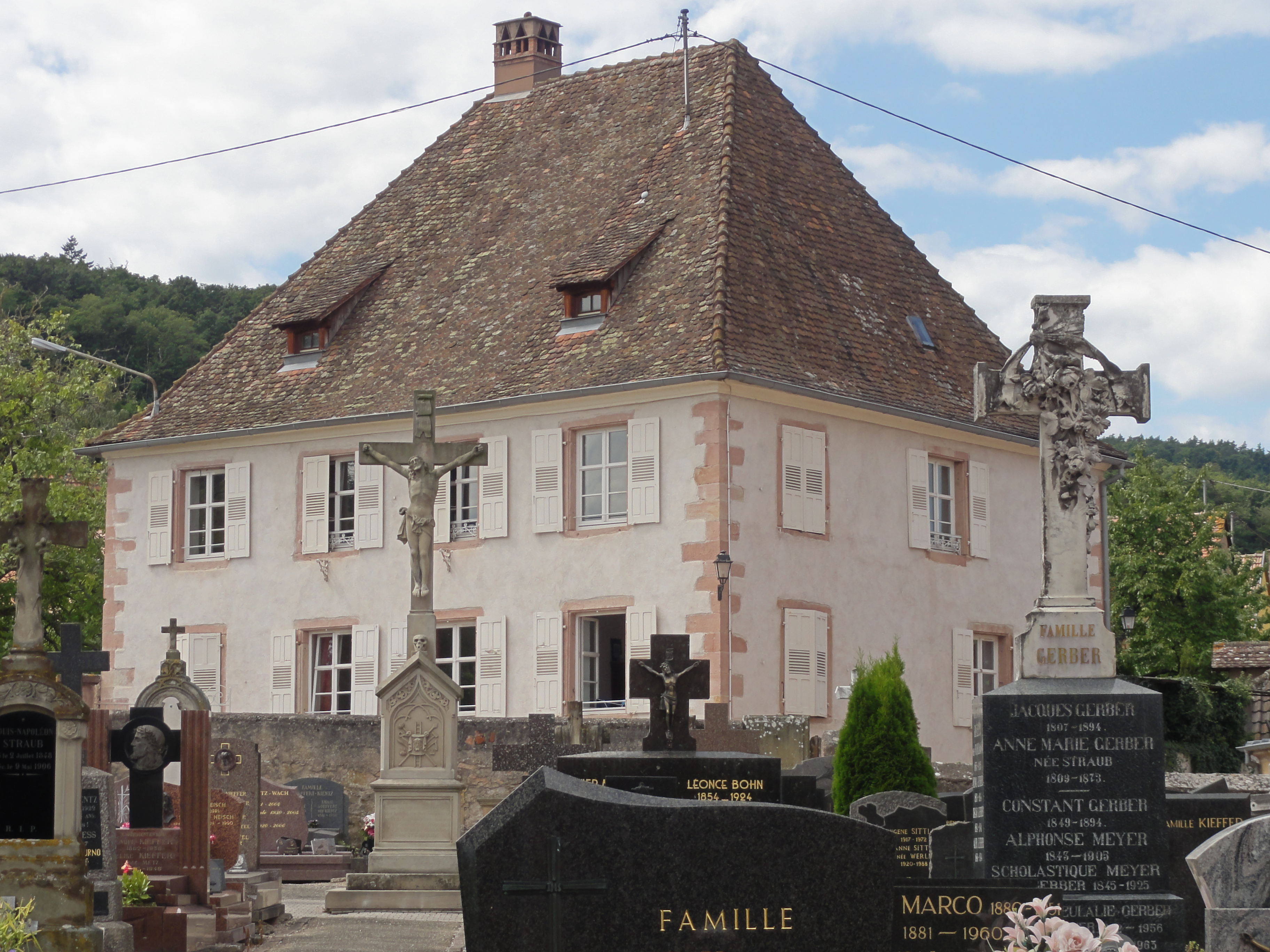
Presbytère (XVIIIe).
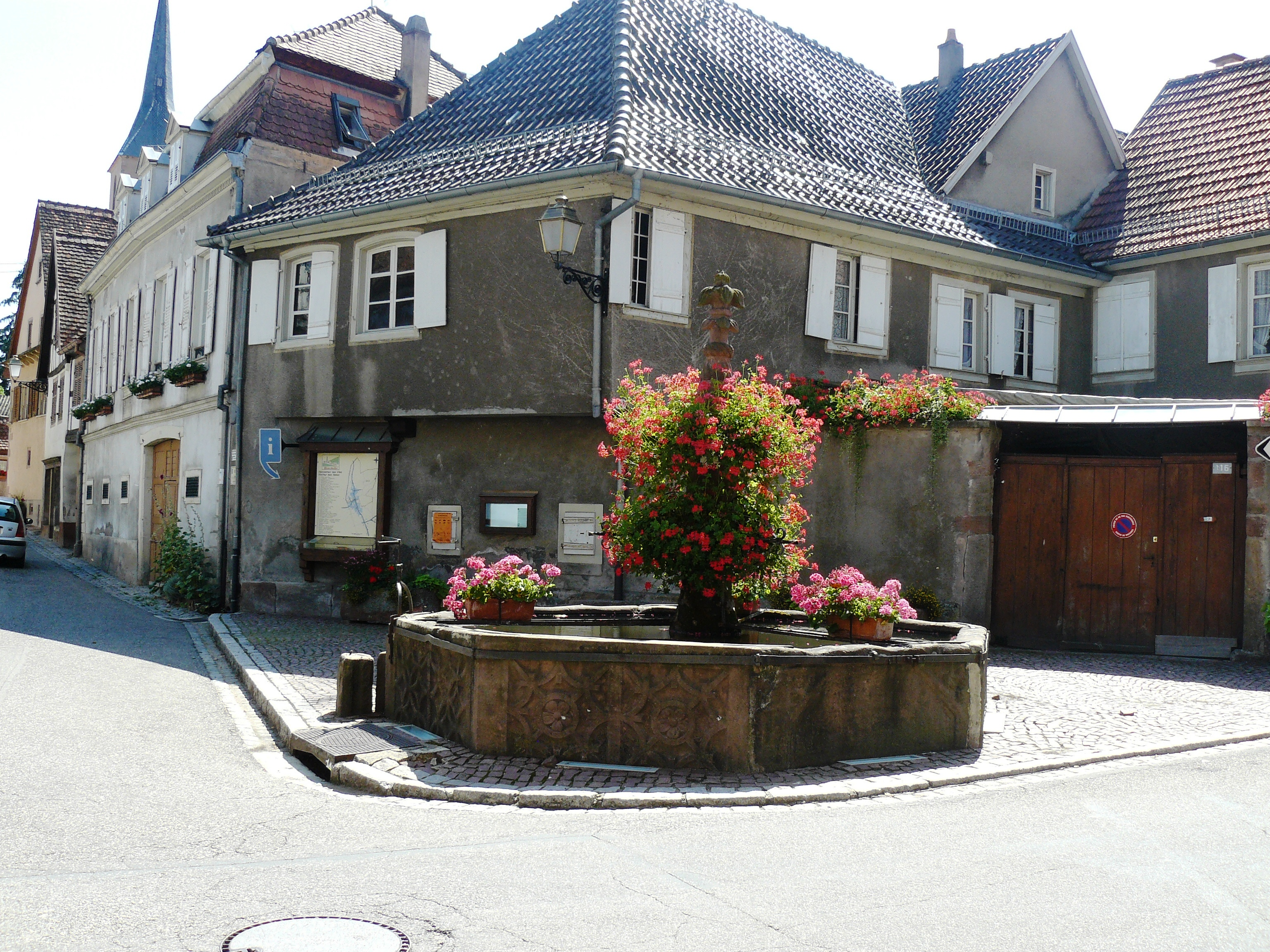
Fontaine octogonale.

## Personnalités liées à la commune

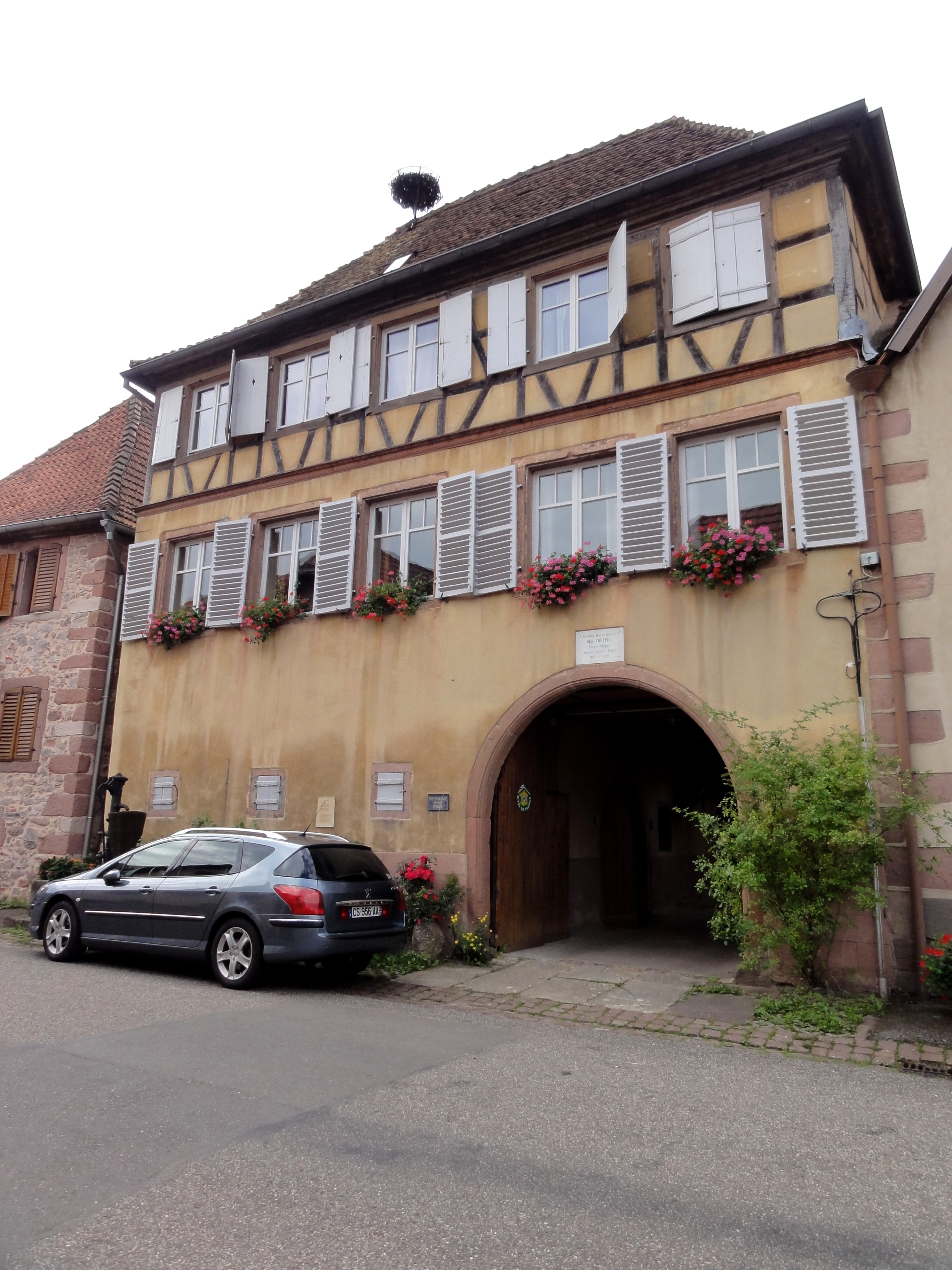
Maison où habita dans sa jeunesse monseigneur Charles-Émile Freppel (1827-1891) professeur à la Sorbonne et député.

- Charles-Émile Freppel (1827-1891), évêque d'Angers, où il a créé l'Université Catholique de l'Ouest, député à l'Assemblée nationale en 1880. Il s'éleva notamment contre l'instruction laïque qu'il jugeait "inutile, inefficace, et tendant au socialisme d'État", et combattit le rétablissement du divorce. Il fut réélu député du Finistère, le 14 octobre 1885, et il s'opposa notamment aux poursuites contre le général Boulanger. Économiste, il fut un défenseur du catholicisme social et influença fortement la rédaction de l'Encyclique sociale Rerum Novarum par le Pape Léon XIII. Sa famille maternelle, les Schlosser, était originaire de Blienschwiller où il a donné sa première messe, en 1849 - et a failli perdre la vie à cause d'une pierre tombée du clocher à la sortie de l'église. Église pour laquelle il a obtenu de Napoléon III une subvention impériale de 300 francs-or, en 1859. Il a participé aux travaux du premier concile du Vatican (décembre 1869-juillet 1870) et a envoyé de Rome les reliques authentifiées de saint Érasme. Sa maison natale porte une plaque commémorative.

### Héraldique
| Blason de Blienschwiller | Blason  | D'azur à la bande d'or. |
| Blason de Blienschwiller | Détails |                         |